# 关羽

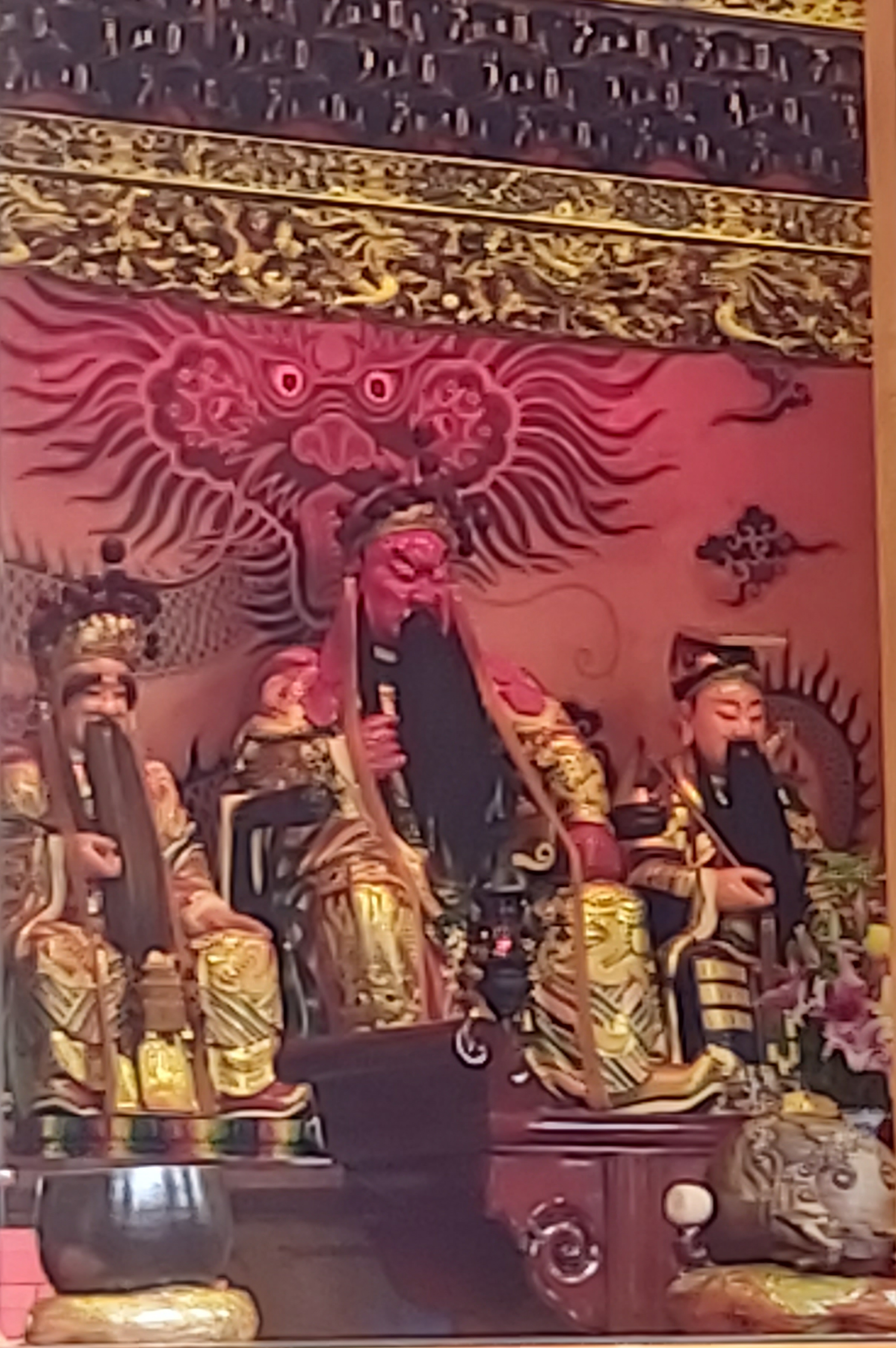
行天宮供奉的恩主公关羽（中者）

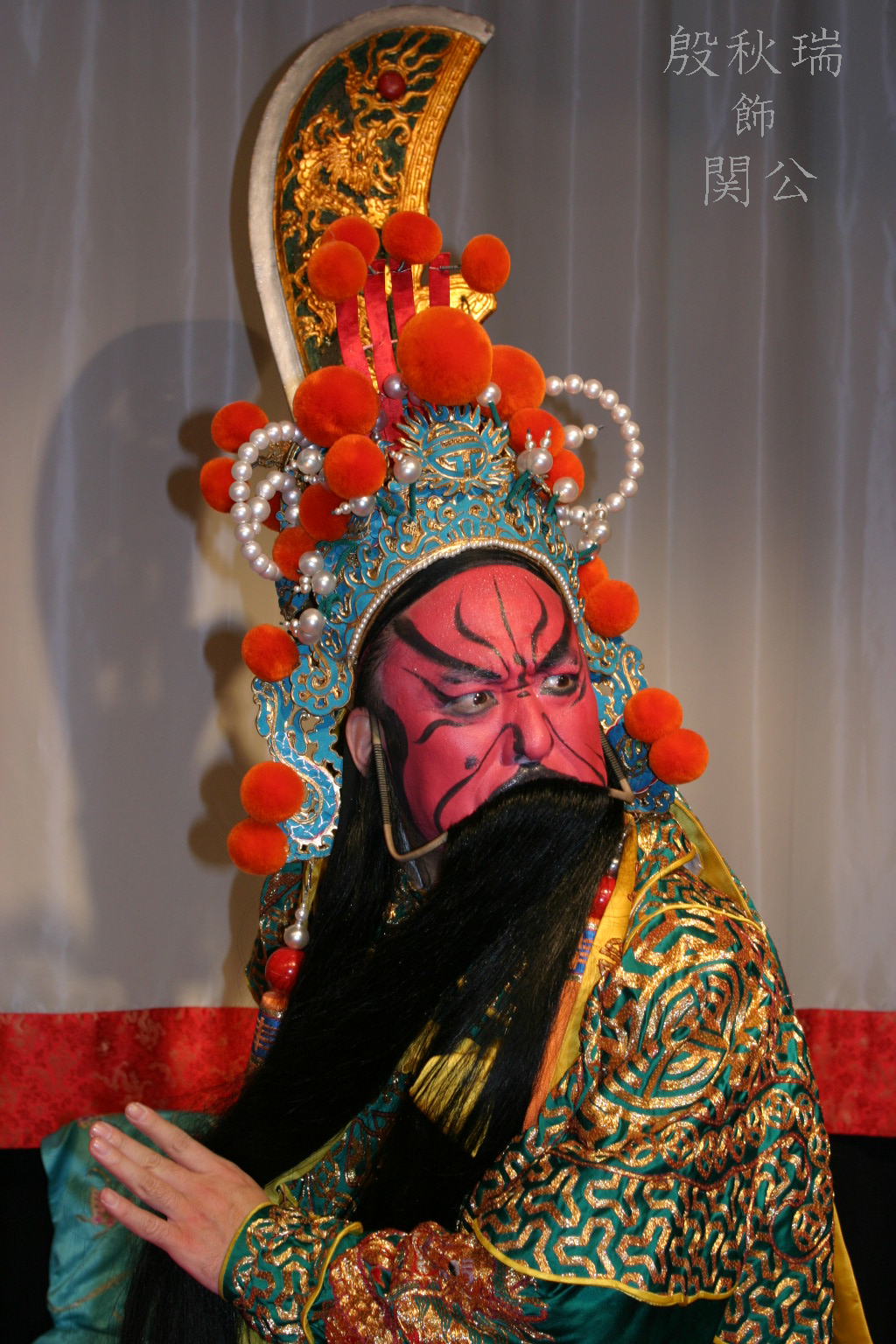
京剧中的关羽

關羽（？年—220年1月或2月），字雲長，本字長生，司隸河東解良人（今山西運城），东漢末年將領，劉備的重要亲信，被稱为“万人敌”。200年，曹操击败刘备后，关羽一度归降曹操，并在官渡之战中斩杀颜良，因功封为漢壽亭侯。不久，脱离曹操再次投奔刘备。赤壁之戰後，关羽参与围攻南郡曹仁，并长期为刘备镇守荆州。刘备占领益州后，关羽被任命总督荆州，拜前将军，假节钺。
219年，关羽进攻樊城，借汉水暴涨水淹七军，俘虏于禁，斩杀庞德。後，曹操派兵增援。而东吴趁机夺取荆州。关羽败走麦城，被吴将马忠所杀，首级被孙权送往曹操处。刘备为夺回荆州发动夷陵之战，最终失败，三国鼎立的格局正式形成。260年，刘禅追谥关羽为壮繆侯。
關羽因其忠义形象受到中華文化的推崇，逐渐被神化，成为信仰对象，產生關羽信仰，並傳至日本、朝鮮、越南、琉球等漢字文化圈國家。由于他体现了儒家文化中捍卫正统的忠義勇武的形象，多被民眾尊稱為關公、關老爺，又多次被后代帝王褒封，直至武聖，与“文圣”孔子齐名。故也俗稱為關聖帝、關帝君、關聖帝君、關帝、關帝爺等而流傳至今。
道教尊為協天大帝、伏魔大帝、翊漢天尊等，漢傳佛教及藏傳佛教奉其為護法神之一，稱為「伽藍菩薩」。其中儒宗神教奉為五文昌之一，而扶鸞信仰者則奉為恩主，故又稱關公為恩主公、山西夫子、文衡聖帝、文賢聖帝，是為五恩主之一。
民間受《三国演义》等传统作品影响，普遍认为关羽与刘备、张飞义结金兰，关羽排行第二，俗稱關二爺、關二哥。陈寿撰写之《三国志》，将關羽与張飛、馬超、黃忠、趙雲合为一传（《三国志·蜀书·关张马黄赵传》）。元末明初罗贯中的長篇小說《三国演义》又将該五人并称“五虎上将”，毛宗岗称其为“三绝”之“义绝”。至今，某些社会群体与场合仍常祭拜关公。

## 生平

### 早年生平
關羽約生於東漢桓帝延熹年間。早年逃亡，避難於涿郡。184年（中平元年），劉備（涿郡人）在大商人张世平和苏双的资助下，招募民众，组建军队抵御黃巾軍的掠夺，关羽和張飛加入了这支队伍。190年，关东各州郡起兵讨伐董卓时，刘备投靠公孙瓒。公孙瓒派刘备与田楷前往青州，任命刘备为别部司马。191年，劉備因功被任为平原相（属于青州），關羽和張飛任別部司馬，协助指挥部队。刘、关、张三人情同手足。
194年，曹操攻打徐州陶谦，陶谦向青州刺史田楷求援，刘备与田楷率军前去救援。陶谦给刘备4千丹阳兵，并推举他为豫州刺史。刘备就离开田楷，投靠陶谦。陶谦去世后，劉備继任徐州牧。不久，袁术进攻刘备，刘备被吕布趁机击败。刘备向吕布求和，吕布接受了这一请求，以刘备为豫州刺史屯驻小沛。刘备派关羽驻守下邳。曹操上表朝廷，任命刘备为镇东将军，封为宜城亭侯。
196年（建安元年），刘备在吕布再次进攻中失败，關羽随劉備投奔曹操，曹操推举刘备为豫州牧。197年，袁术在寿春僭号称帝。198年，劉備随曹操在下邳擒杀呂布。曹操任命車冑為徐州刺史。劉備和關羽隨曹操返回许都。刘备被任为左将军。199年，袁术兵势日蹙，准备从徐州向北投靠袁绍，曹操派刘备等率军前往徐州拦截。刘备到下邳后，袭杀车胄，占领徐州，举兵反曹，命關羽守下邳，自己守小沛。

### 降曹归刘

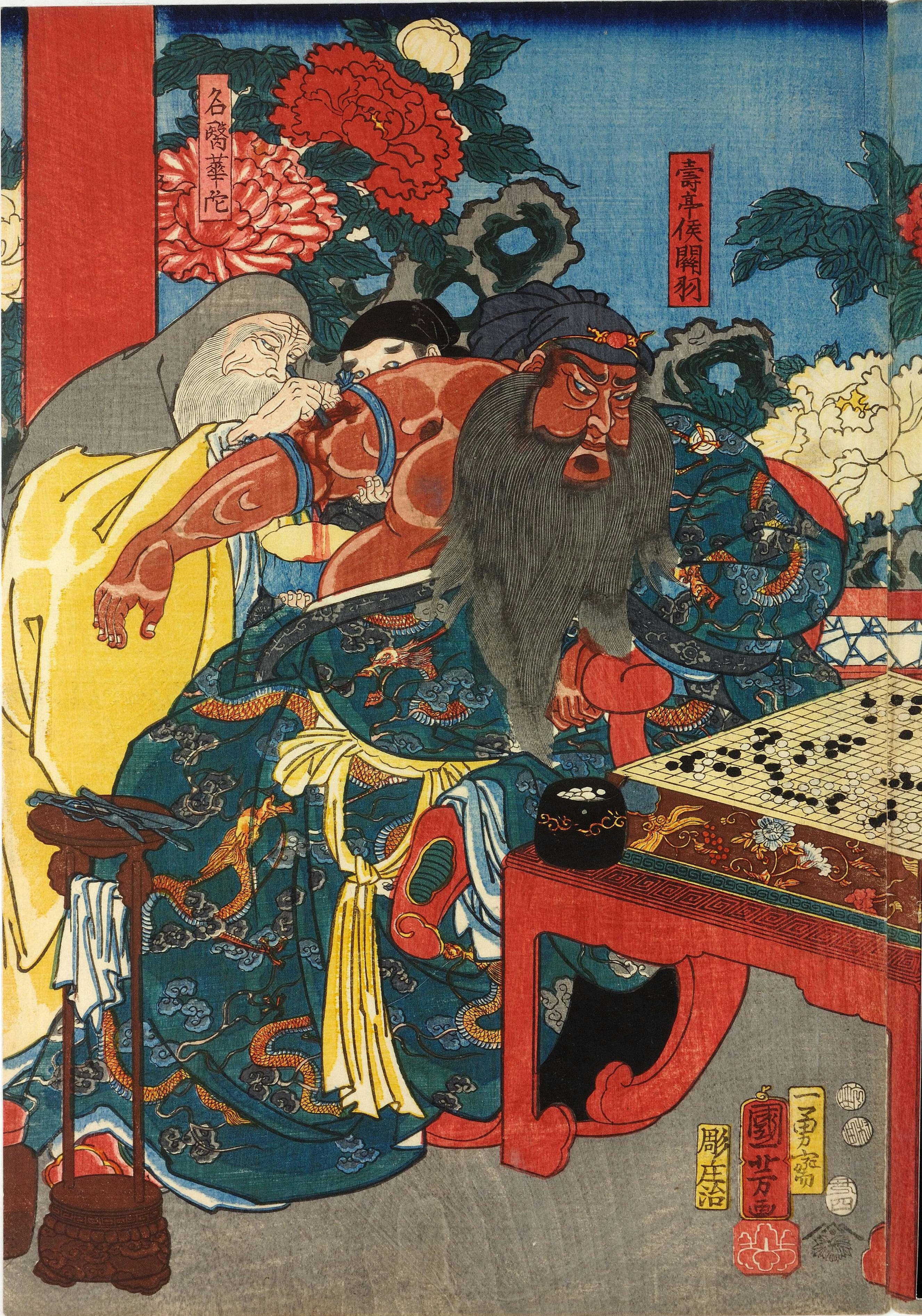
日本浮世繪中的關羽

200年（建安五年）正月，曹操击败劉備，劉備经青州投奔袁紹，關羽被擒（或投降）。曹操任命關羽為偏將軍，对他礼遇有加。关羽“身在曹营心在汉”，曹操察觉他无意久留，让张辽试探其心意。关羽坦言：“我深知曹公厚待，但我受刘备大恩，誓与共死，绝不背弃。我会立功报答曹公后再离开。”:278张辽如实禀告，曹操感叹：“事君不忘本，乃天下义士。”
二月，袁绍进军黎阳，准备渡河，同时派顏良等進攻白馬。四月，曹操采用荀攸之计，佯装欲于延津渡河，诱使袁绍分兵。随后，曹操亲自率军突袭白马，命張遼與關羽為先鋒。關羽看到顏良旗帜后，單骑衝入敵陣斩杀顏良后顺利返回，袁軍無人能擋，白馬之圍被解。關羽因此功被封為漢壽亭侯。立功後，曹操加倍賞賜试图挽留，但關羽谢绝所有賞賜，留書告辭，准备回到劉備身邊。此时，刘备借口南联刘表离开袁绍集团，率领部队与刘辟等在汝南骚扰曹操后方，关羽赶去会合。曹操部下建议追击，曹操制止道：“他各為其主，勿追。”
200年底，曹操在官渡之战中击败袁绍。同年，孙策遇刺，孙权继掌江东。

### 镇守荆州

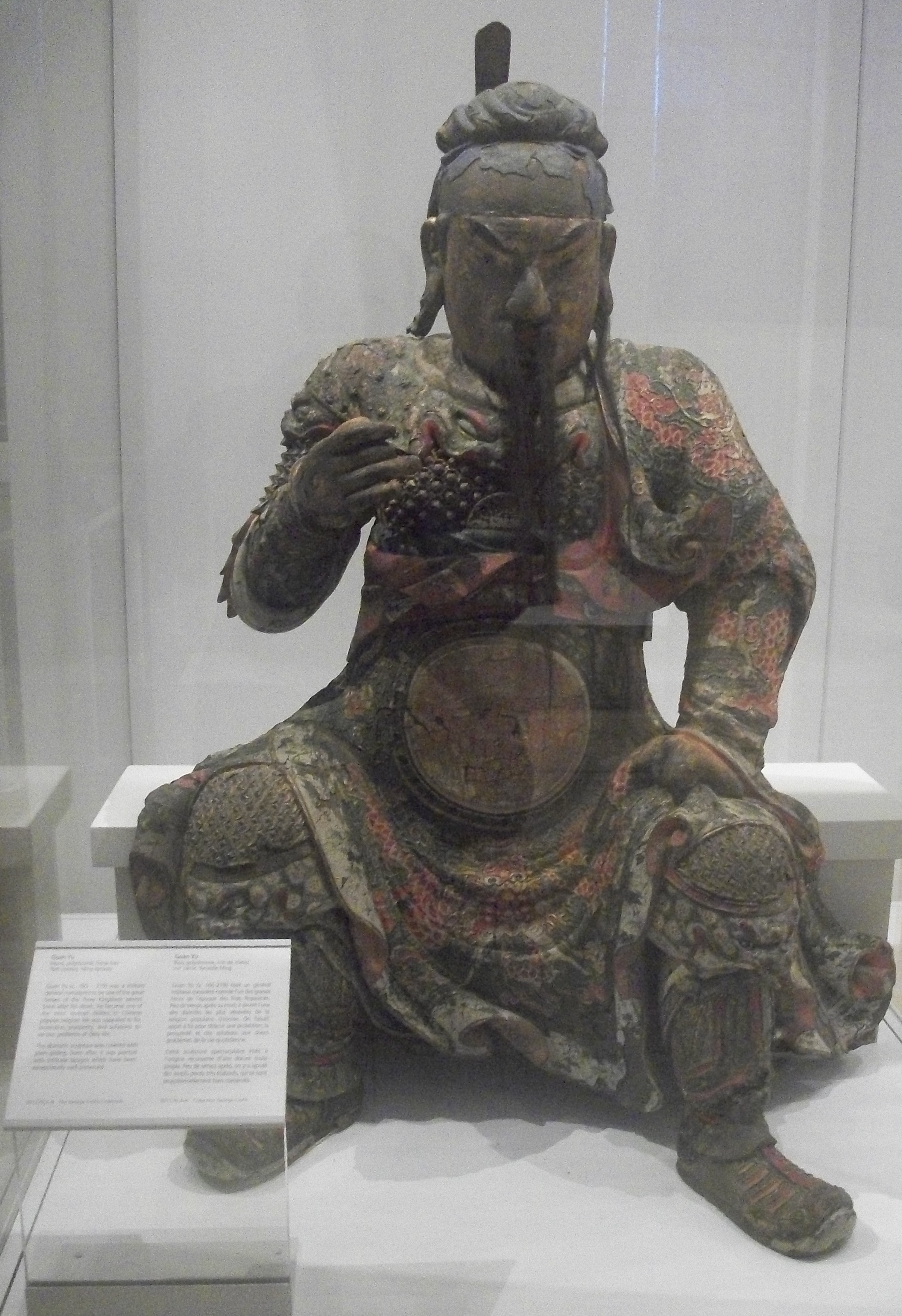
皇家安大略博物館藏關羽塑像

201年，关羽随劉備投靠荆州牧劉表，驻军新野，负责守护荆州北部边境。
207年，曹操统一北方。
208年（建安十三年），诸葛亮加入刘备阵营，虽然年少，却深受刘备重视，这引发了关羽和张飞的不满。直到刘备重申诸葛亮的重要性后，二人才停止抱怨。
208年七月，曹操南征刘表。八月，刘表去世，其子刘琮继位。得知曹操南下后，刘琮决定投降。九月，曹操收到刘琮的降书后进军襄阳。劉備准备南逃江陵，派关羽率领部分军队先从水路南行，计划在江陵会合。曹操考虑到江陵储有军资，遂率五千精骑追击。与此同时，江东使者鲁肃从江陵北上迎接刘备。三方在当阳长坂相遇，刘备被曹军击溃。幸好關羽船队及时抵达漢津，刘备军得以乘船撤往夏口。
刘备抵达夏口后，接受鲁肃的建议，驻扎樊口（今湖北鄂州），并派诸葛亮随鲁肃去柴桑见孙权。冬天，孫刘联军在烏林擊敗曹操，迫使曹操撤军北返，留曹仁等守江陵。刘备派关羽参与围攻江陵，试图从汉水出击截断曹仁的退路。至209年底，曹仁撤退。刘备成功占领荆州江南四郡，并被推举为荊州牧。210年，周瑜去世后，刘备与孙权协商调整荆州势力范围，借得南郡，任命關羽為襄陽太守、蕩寇將軍，駐守江北。
211年，劉備应劉璋邀請入蜀，命關羽等留守荊州。期间，关羽曾与曹军将领乐进和文聘交战。后来，劉備与刘璋反目，开始攻略益州，调诸葛亮、張飛、趙雲和劉封等从荆州入蜀增援，留下關羽鎮守荊州。得知馬超歸降劉備后，关羽寫信询问馬超才能。諸葛亮称赞马超文武兼备，但不及关羽，令关羽非常满意。214年，刘备占领益州后，任命关羽督荆州事。
215年，孫權派诸葛瑾前往索取荆州三郡（长沙、桂阳和零陵），遭刘备拒绝。孙权不满，试图接管三郡，但关羽迅速驱逐孙权派出的官员。
孫權大怒，决定采取军事行动，派庐江太守呂蒙率军占领三郡，同时命令魯肅駐益阳，自己则进驻陆口指挥。劉備得知孙权动向后，親率五萬军队从益州赶回公安，并派關羽领兵爭奪三郡。關羽精选五千士兵计划從上游渡河。吴将甘寧率領一千多士兵前往駐守。關羽遂放弃渡河，选择在對岸扎營，這個地方後來稱為“關羽瀨”。對峙期間，呂蒙迅速占领三郡并北上與魯肅會合。關羽和魯肅在益阳进行了談判，但沒有达成共識。
同年，曹操进攻漢中，為盡快解決荊州問題并腾出兵力保衛益州，劉備同意与孙权重划势力范围，以湘水為界，將江夏、長沙、桂陽三郡让給东吳，孙权则退出零陵，并承认刘备对江陵、武陵及零陵的控制。
217年春，孙权为缓和与曹操的关系，派徐详出使请降。自赤壁之战后，曹操四次进攻孙权（分别在209年、212年底至213年初、214年、216年底至217年初），而刘备在未与曹操大规模冲突的情况下，获得了益州和荆州的大部分利益，令孙权心生不满。同年，鲁肃去世，失去这一关键纽带后，孙刘联盟变得更加脆弱。
鲁肃去世后，孙权暂时任命严畯管理荆州事务，不久改派吕蒙为荆州上游军事统帅，镇守陆口。与鲁肃主张维持孙刘联盟不同，吕蒙认为关羽野心勃勃，凭借长江上游的战略地位，担忧关羽会趁机东进，攻取江东，威胁甚至大于曹操。为此，吕蒙拟定计划：东吴占领荆州后，由孙皎镇守南郡，潘璋扼守白帝城防备刘备，自己驻守襄阳防备曹操，蒋钦率军巡江作为机动部队，以确保江东上游安全。吕蒙到任后，表面上与关羽保持友好，暗中则筹划进攻和等待时机。

### 威震華夏

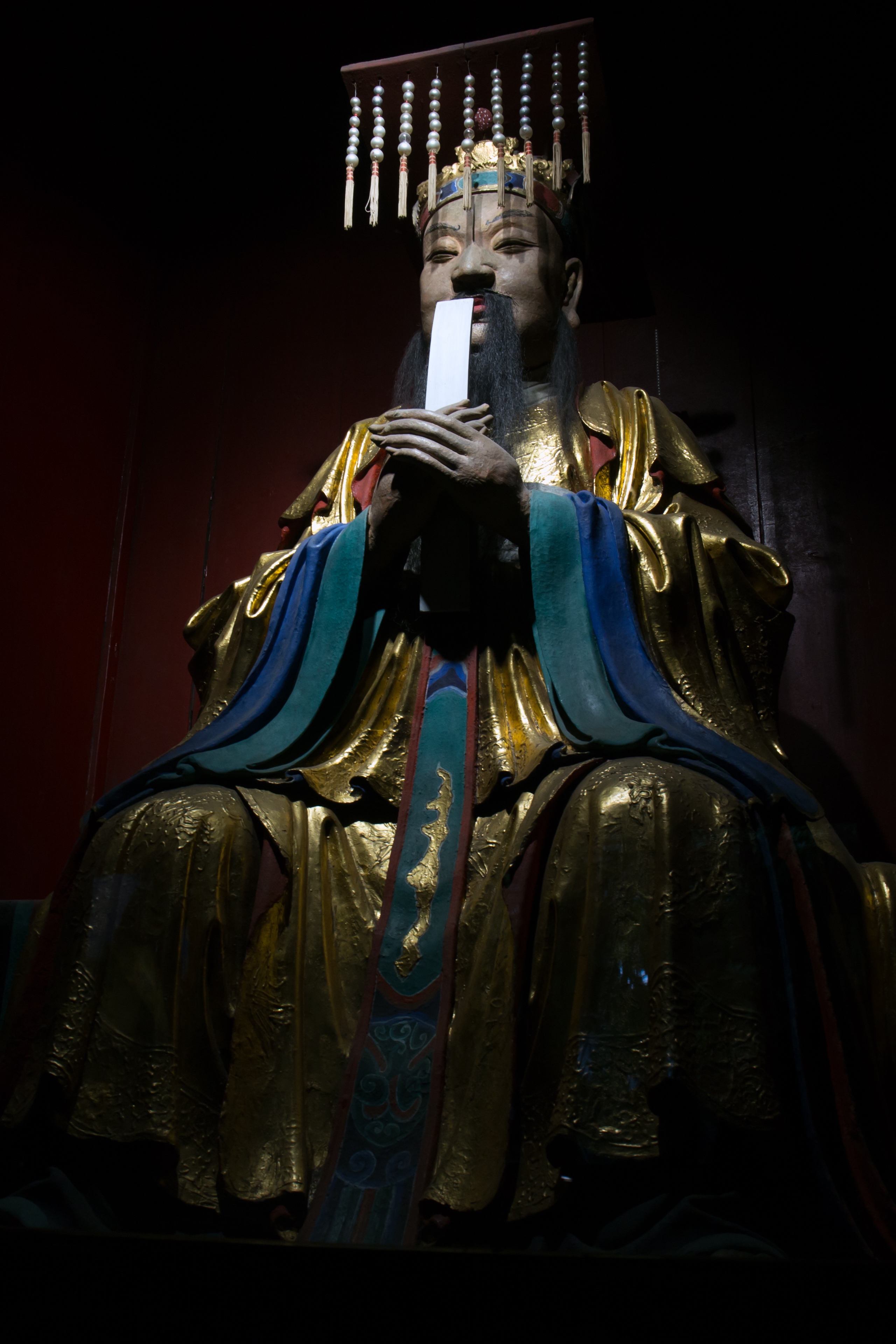
成都武侯祠中的关羽塑像

218年（建安二十三年）春，刘备率军攻打汉中，攻下马鸣阁后进逼阳平关与夏侯渊对峙。曹操七月西征，九月驻长安。219年（建安二十四年）正月，黄忠在定军山之战中斩杀夏侯渊。五月，曹操最终撤军回长安，刘备得以占领汉中。占领汉中后，刘备派刘封从南郑（汉中）东下，孟达从秭归（荆州）北上，共同攻略东三郡（房陵、上庸、西城）。
七月，劉備称漢中王。关羽列名于汉献帝上表，仿效东汉初河西五郡推窦融为元帅故事，推刘备为汉中王，拜大司马。劉備派费诗去荆州，拜關羽為前將軍、假節鉞。
同月，關羽率軍自江陵北上，發起襄樊戰役，攻击曹仁驻守的樊城，让糜芳负责守江陵，士仁守公安。曹操派于禁前来增援，于禁统率七軍迅速赶往樊城，曹仁则让于禁、庞德等屯驻樊北。

八月，连绵大雨导致山洪暴發，漢水驟漲，七軍被淹，于禁无奈投降，其部下幾乎全部投降，副將龐德拒绝投降，活捉后被關羽殺死。關羽随即加紧进攻樊城，曹仁则固守待援。同时，关羽派遣軍隊包圍襄陽。
饶胜文认为，关羽北攻襄阳并非自作主张，而是刘备阶段性布局的一部分。刘备在占据汉中后，主要军事策略即是攻取东三郡，以通过沔水联通汉中与荆州。沔水作为两地的关键纽带，在流出秦巴山地后流经荆州重镇襄阳。刘备意图打通这条水路通道，以加强汉中与荆州的联系，巩固荆、益二州的战略连接。因此，关羽在刘封和孟达攻下东三郡后不久便发起了对襄樊的进攻。
曹操派任的荆州刺史胡修、南鄉太守傅方等相继投降关羽。同時，許都以南，梁、郟、陸渾等地盜賊纷纷响應關羽号召，願為其效力。關羽一時之间威震華夏。这一局势促使曹操与群臣商议迁都，以避关羽锋芒。司馬懿、蔣濟等人对此表示劝阻，认为关羽得势后，孙权必然不满意，可以派人劝说孙权从后方干扰，并承诺将江南之地封给孙权，从而解决樊城的困境，曹操对此表示同意。
关羽曾请求上庸的刘封和孟达出兵支援，但二人以“人心未附”为由未予响应。关羽北攻襄阳时，吕蒙认为时机成熟。然而，关羽在江陵、公安仍留有重兵，并沿江设防，对江东保持戒备。吕蒙于是假借治病之名，让孙权公开召他回建业，任命当时不知名的陆逊接替上游防务，暗中继续筹备进攻。陆逊到任陆口后，多次以谦逊口吻致信关羽，称赞其重创曹军的战功。关羽遂放松戒备，将部分守军调往樊城。于禁七军覆没后，沔水围城，曹仁等人被困固守。受东吴麻痹策略与急于求胜心态的影响，关羽将荆州守军调至樊城，笃信樊城指日可破。
建安二十四年初秋，没有人怀疑关羽将攻占樊城、襄阳。

### 英雄末路[128][129]

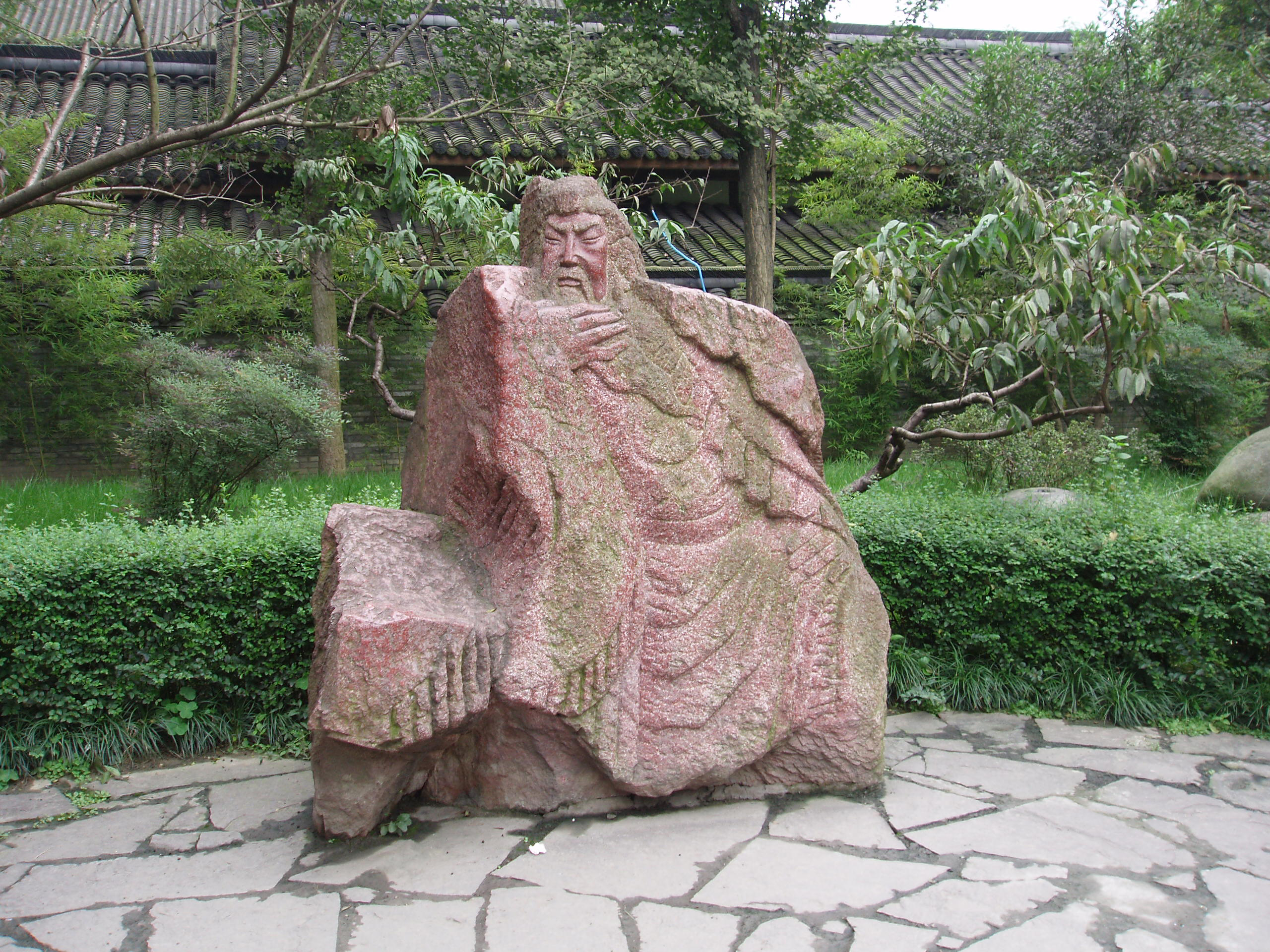
成都武侯祠庭院中的關羽雕像

关羽俘获于禁七军后，面临粮草不足的问题，便开始私自夺取湘关的粮食。孙权指使吕蒙展开行动。吕蒙前往寻阳，派士兵假装成商人，悄悄抓获关羽设置在江边的所有哨兵，关羽对此毫不知情。
十月，孙权派使者给曹操上书，表示愿意讨伐关羽来贡献自己的力量。孙权希望曹操为其偷袭江陵的行动保密，但董昭认为不应让孙权轻易得到荆州，建议曹操表面上答应孙权，暗中将消息传递给襄樊守军，预料关羽仗着后方城池坚固不会撤军，即使撤军也将和吴军交战，同样能解襄樊之围。曹操同意。襄樊守军得到消息后果然士气振奋，关羽果未撤军。
十月，曹操调集徐晃、張遼等将领及兖州刺史裴潛、豫州刺史呂貢等前往救援樊城，準備親自征討關羽。屯兵居巢防御东吴的夏侯惇也到摩陂与曹操会合。
十月，呂蒙任征荊州大督，率兵西进南郡，迅速袭取公安和江陵，守将士仁和麋芳因與關羽有嫌隙而不戰而降。孫權親自率軍前来支援。呂蒙、陸遜逐步控制荊州。
救援樊城的徐晃起初因為部隊多為新兵，认为很难与关羽抗衡，不过，曹操随后派徐商、吕建等将领及殷署、朱盖等12营兵马增援徐晃，最终徐晃出战击败围困樊城的关羽军队。
此时，关羽水軍仍然控制漢水，隔绝襄阳，但孙权袭击关羽辎重。关羽知悉後方生變，于是南撤，襄阳因此解围。曹操下令不要追杀关羽，以免孙权改变主意对抗曹军，也希望坐看关羽与孙权互相交战。
關羽回軍江陵途中，陸遜任右護軍、鎮西將軍屯駐夷陵，呂蒙任南郡太守駐江陵。期間，關羽不斷派遣使者前往呂蒙處，關羽軍隊家屬多在江陵，呂蒙讓使者到城中傳遞家書，關羽軍因此漸漸潰散。
關羽至當陽，西保麥城。敗走麥城後，士兵繼續逃散，關羽身邊只剩十餘騎。

十二月，關羽偽降，在城墙上立幡旗模仿人样，借机率數十騎出逃，一路突圍至臨沮縣章鄉南（今湖北省襄陽市南漳县）。同月，關羽被馬忠捕殺，孫權將其首級送至洛陽曹操處。
《蜀記》記載，孫權一度有意不處決關羽，將他留下做為應對劉備和曹操的戰力；孫權近臣建言：「野狼絕不可豢養，否則一定會帶來禍害。曹操於活捉關羽後沒有立即將他處斬，自取大患，後來受他反攻而甚至一度考慮遷都，主公難道忘記了嗎？關羽萬萬不可活命。」裴松之注則認為，按吳書孫權遣將潘璋逆斷羽退路，羽至即斬，而且臨沮去江陵二三百里，不可能不即時殺關羽，焉有時間議其生死。南北朝時世人普遍認為關羽不願投降而殉節。

### 身后影響

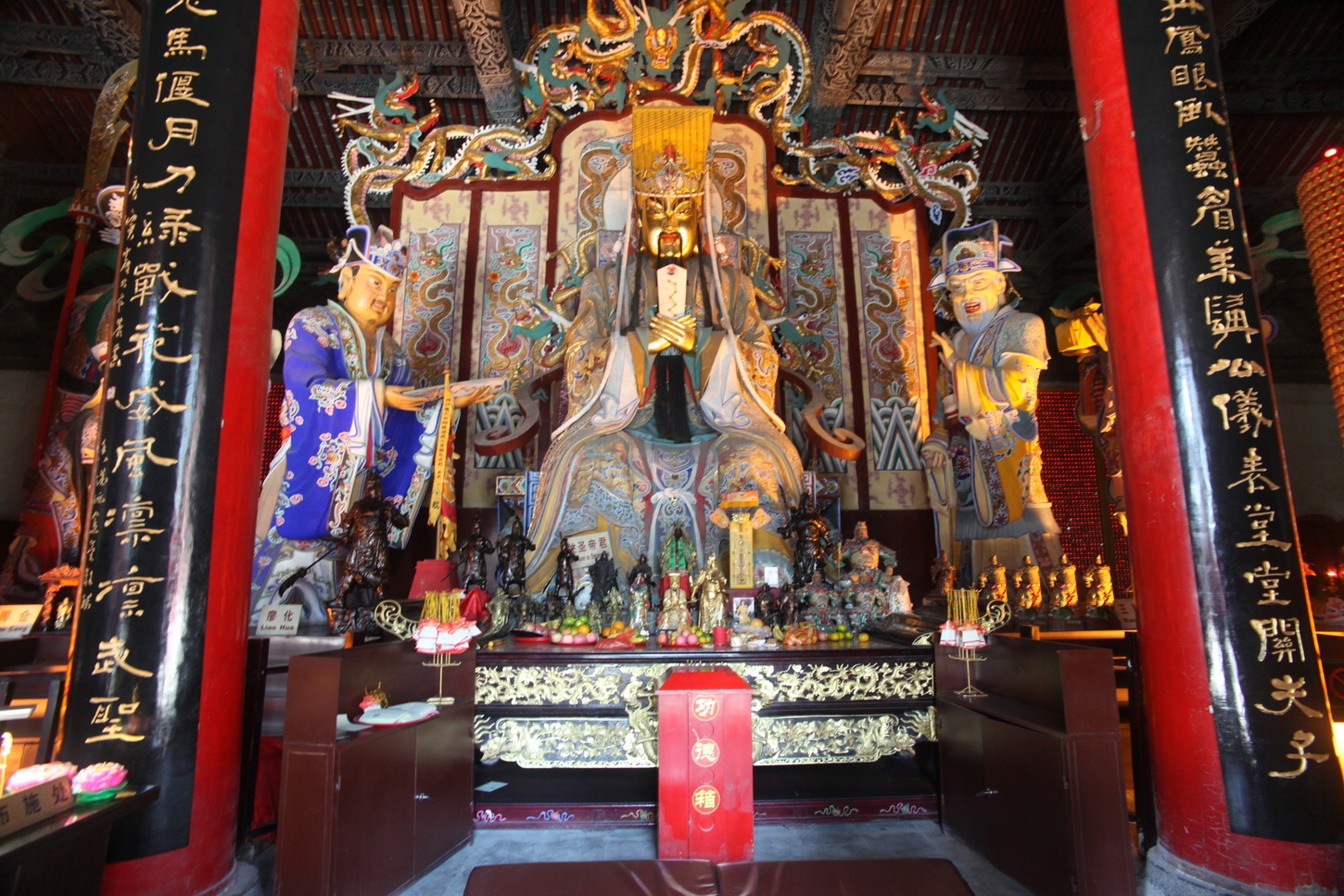
洛阳关林关羽像

孫權將關羽首級送给曹操,民间传说曹操将其安葬于洛阳，通常认为埋葬地点为关林，但现代有观点认为关庄村关羽墓才是其头颅埋葬处，而关林是万历年间建造的祀祠场所。孙权以诸侯礼安葬关羽的身躯于当阳，即关陵，也称当阳大王冢。蜀汉政权在成都为关羽建衣冠冢，即成都关羽墓，以招魂祭祀。明嘉靖年间洛阳知府杨可大梦见关羽显灵，遂修葺关林并立碑，强化了曹操安葬首级于洛阳的传说。清《大清一统志》记载明确将洛阳关林列为关羽首级葬地，与当阳关陵（身躯）并称“头枕洛阳，身卧当阳”。后来，关羽故乡山西运城的解州建立了关帝庙，即解州关帝庙，被认为是关羽魂魄归返之处。因此民间称关羽“头枕洛阳，身卧当阳，魂归故鄉（或故里/山西）”。
220年正月，曹操逝世。同年，夏侯惇、程昱、刘璋、吕蒙、法正、黄忠相继逝世。
221年四月，刘备称帝。七月，刘备率军以为关羽报仇之名东征东吴，专程到大王冢祭拜关羽，在玉泉山建关羽祠。同月，张飞被部下范强、张达暗杀。
222年，蜀汉军队在夷陵之战中被陆逊击败，未能奪回荆州，退守白帝城。
223年，刘备逝世。
260年，蜀汉後主劉禪追谥關羽為“壯繆侯”。

## 人物
關羽個性堅毅忠直但是剛愎驕矜，不甘屈居人下。關羽聽說馬超歸降劉備，便寫信給諸葛亮，問馬超才能可與誰相比，諸葛亮回信說：「馬超文武兼備，氣概雄烈，過於常人，可稱得上一世之豪傑，是黥布、彭越一流之人物，可以與張飛相提並論，但是趕不上美髯公你超逸絕群。」:305及黃忠官拜後將軍，關羽憤怒地說：「大丈夫終不與老兵同列！」幸得諸葛亮和費詩勸解，關羽才接受。他看不起才能平庸的人，對這些人都會毫無掩飾的鄙視厭惡，其中麋芳、士仁十分怨恨關羽輕視自己，樊城一戰失利與他們見死不救投奔東吳有莫大關連，只有才能或品德受關羽認可的人，關羽才願意友善來往，諸葛亮、張飛、廖化和忠節著名的趙累都與他交好，當年身處魏營時徐晃、張遼也與之友好。
關羽交友喜好與張飛相反，關羽愛護武士、輕視儒生；張飛則喜親近文人、待士兵嚴苛。

### 諡號見解
關羽身故後，蜀漢後主為其立諡號「壯繆侯」，然繆字語意有負面含意，被認為罪咎未守住荊州兵敗身死之意，然與繆與謬二字讀音相通及通用字有關，繆字用在宗廟追諡時讀音與涵義通穆字，與綢繆相搭時讀音作謀。卢弼综合了各种意见，如程敏政认为“按缪、穆古通用，若秦穆、鲁穆在《孟子》，汉穆生、晋穆彤在史，皆为‘缪’”，梁章矩则认为“壮繆并非美谥，不知当时何以取此”，卢弼自己则倾向于程敏政二字互通的见解，“程说极允，梁说非是”。
因而關羽的諡號「壯繆侯」中的“缪”字是善諡或惡諡，端看繆字的讀音應用場合（漢字字意普遍有一字多種涵義情況）。

## 軼事
- 一次，曹操和刘备一起打猎时，关羽劝刘备趁机杀死曹操，但刘备没有听从[142]。
- 据《三国志》裴注及《蜀记》和《华阳国志》记载，关羽在曹操围困吕布于下邳时，多次请求曹操娶吕布部将秦宜禄的前妻杜氏为妻。曹操怀疑杜氏的美貌，城破后亲自见了她，果然被吸引，便将她占为己有。关羽因此感到不安。[143][144]

- 《江表傳》提及關羽喜歡閱讀《春秋左氏傳》，甚至還背得琅琅上口。呂蒙向魯肅獻策時也有提及。[145]

- 關羽北伐後期聽到呂蒙襲取江陵縣城後引軍還荊州回防，他看到江陵縣城時說：「這城當初是我建造的，攻是攻不下的。」於是放棄進攻江陵。[146]

## 家庭

### 先祖
- 清文宗咸丰五年（1855年）追封关羽的曾祖關氏为“光昭王”，祖父關審为“裕昌王”，父亲關毅为“成忠王”。

### 妻

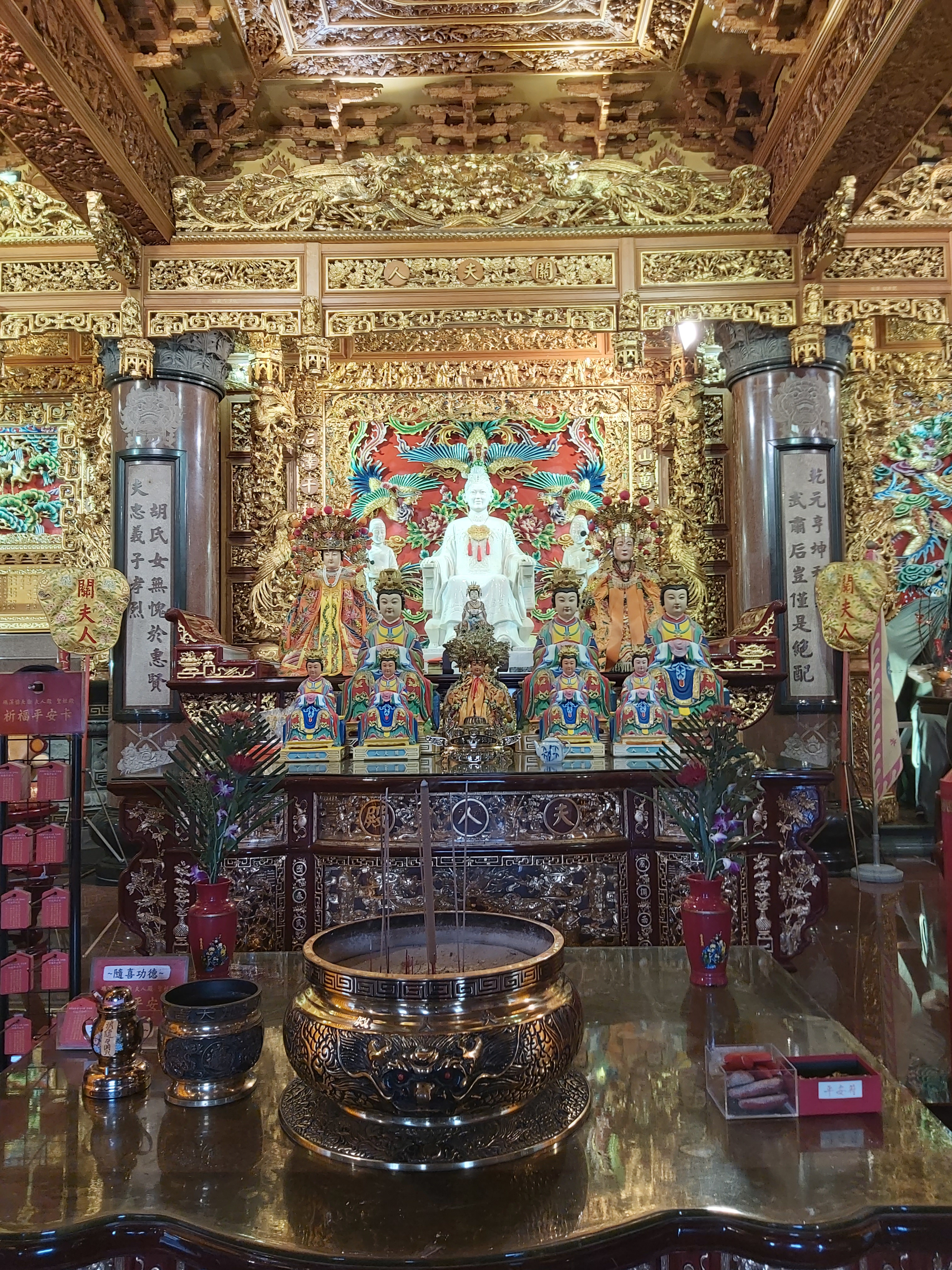
臺灣宜蘭縣礁溪協天廟主祀關羽妻子「胡玥」的夫人殿

- 不详，《华阳国志》记载关羽因妻无子，故向曹操请求纳秦宜禄妻（即杜氏）。清代冯景撰《关侯祖墓碑记》称关羽妻胡氏，名玥，即关平之母。

### 妾
- 正史并未记载关羽妾为何人，但民間的戲劇對於中國古代四大美女之一貂蟬的故事作一點延伸，並常常提到關羽，在《關公月下釋貂蟬》中，貂蟬就被關羽釋放，最後不知所終。而《關公蒙面斬貂蟬》就借姜太公蒙面斬妲己為藍本並道出紅顏禍水，關羽害怕其傾國傾城之貌會為天下帶來大亂，所以有些稗官野史中稱貂蟬與呂布分開以後，成為關羽之妾。

### 子女

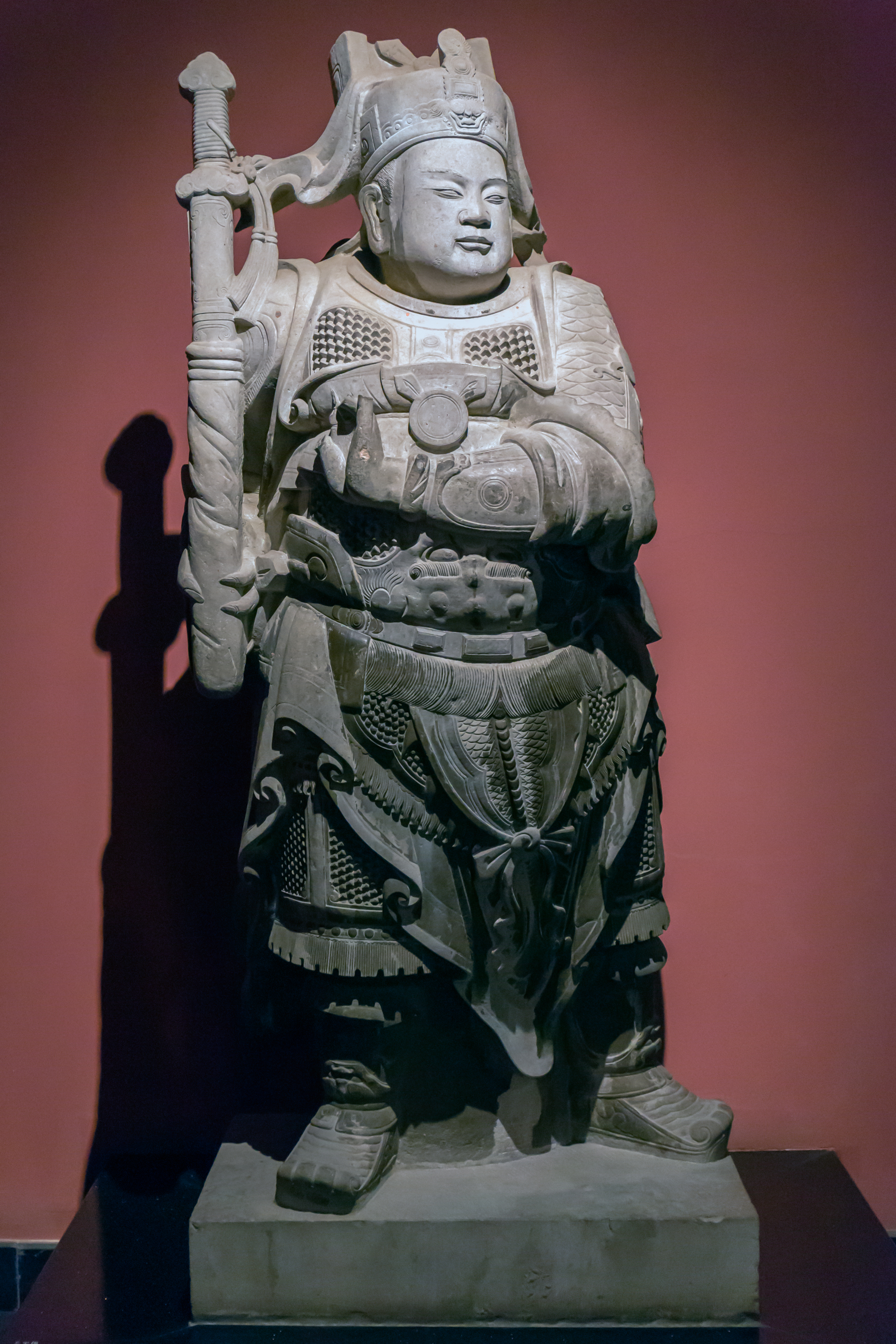
西安碑林關平像

- 關平，關羽長子，跟隨關羽征戰，與關羽一同被斬於臨沮。《三国演義》寫作義子。
- 關興，關羽次子，少已有名聲，深得諸葛亮器重，弱冠後擔任侍中、中監軍，數年後死去。
- 關氏，關羽之女，民間稱為關銀屏，孫權曾為子求婚，遭關羽所拒，並罵辱來使[147]。在民间传说中嫁给了李恢之子李遗[註 3]，现在澄江存有夫妇二人的合墓[148]。
- 關索，關羽三子，明朝成化年间说唱词话《花关索传》人物，后被补充进《三国演義》，正史并无记载。

### 孫
- 關統，關興之子，娶公主，官至虎賁中郎將，無子而终。
- 關彝，關興庶子，在關統逝世後承襲其位。

### 後裔
- 據裴松之引《蜀記》注《三國志·關羽傳》，蜀漢滅亡後，龐德之子龐會盡殺關氏為父報仇。但這段記載的可信度有爭議。後世解州、當陽、洛陽等地關姓氏族，常自稱為關羽後裔，然多無可查考。《新唐书·宰相世系表》记载唐德宗年间宰相关播为关兴后人。[149]

### 自稱為後裔
- 關樾，據說是關平長子。《三國志》並無記載，只記載於某些地方志以及傳說。
- 後世解州、當陽、洛陽等地關姓氏族。
- 《新唐书·宰相世系表》记载唐德宗年间，宰相关播为关兴后人。[150]
- 清朝《江陵縣志》等記載關平在江陵有後人。
- 雍正十年七月六日（1732年8月25日），授關羽五十二代孫關朝泰為五經博士，准其世襲。[151]

## 評價

### 時人評價
- 陳壽評曰：「關羽、張飛皆稱萬人之敵，為世虎臣。羽報效曹公，飛義釋嚴顏，並有國士之風。然羽剛而自矜，飛暴而無恩，以短取敗，理數之常也。」（《三國志·蜀書·關張馬黃趙傳第六》）

##### 魏
- 曹操：「事君不忘其本，天下義士也。」（《三國志·蜀書·關張馬黃趙傳第六》）
- 張遼：「羽受公（曹操）恩，必立效報公而後去也。」（《三國志·蜀書·關張馬黃趙傳第六》）
- 溫恢：「關羽驍銳，乘利而进，必将为患。」（《三國志· 魏書·刘司马梁张温贾传第十五》）
- 程昱：「關羽、張飛皆萬人敵也。」郭嘉：「備有雄才而甚得眾心。張飛、關羽者，皆萬人之敵也，為之死用。」劉曄：「諸葛亮明於治而為相，關羽、張飛勇冠三軍而為將，蜀民既定，據險守要，則不可犯矣。」董昭：「備勇而志大，關羽、張飛為之羽翼，恐備之心未可得論也！」「羽為人彊梁（也作‘強梁’），自恃二城守固，必不速退。」（《三國志·魏書·程郭董劉蔣劉傳第十四》）
- 徐晃：「得關雲長頭，賞金千斤。」（《三國志·蜀書·關張馬黃趙傳第六》）
- 傅幹：「張飛、關羽勇而有義，皆萬人之敵，而為之將；此三人者，皆人傑也。」（《三國志·蜀書·先主傳第二》）
- 袁准：「张飞、关羽与刘备俱起，爪牙腹心之臣，而武人也。」（《三國志·蜀書·諸葛亮傳第五》）
- 曹丕诏问群臣令料刘备当为关羽出报吴不。众议咸云：“蜀，小国耳，名将唯羽。羽死军破，国内忧惧，无缘复出。”[152]

##### 吴
- 孫權欲活關羽以敵劉備、曹操，左右曰：「狼子不可養，後必為害。曹公不即除之，自取大患，乃議徙都。今豈可生！」（《三國志·蜀書·關張馬黃趙傳第六》）
- 周瑜：“劉備以梟雄之姿，而有關羽、張飛熊虎之將，必非久屈為人用者。”（《三國志·吳書·周瑜魯肅呂蒙傳第九》）周瑜稱關羽、張飛「熊虎之將」，並認為如果像他這樣的人能率領其中的一個攻戰，就可定大事。[153]
- 呂蒙：「斯人長而好學，讀左傳略皆上口，梗亮有雄氣，然性頗自負，好陵人。」、「今東西雖為一家，而關羽實熊虎也，計安可不豫定?」（《三國志·吳書·周瑜魯肅呂蒙傳第九》）、「羽素勇猛，既難為敵，且已據荊州，恩信大行，兼始有功，膽勢益盛，未易圖也。」（《三國志·吳書·陸遜傳第十三》）、「关羽分土接境，知羽骁雄，有并兼心。」
- 陸遜：「羽矜其驍氣，陵轢於人。始有大功，意驕志逸，但務北進，未嫌於我，有相聞病，必益無備。」、「陛下（孫權）以神武之姿，涎膺期运，破操（曹操）乌林，败备（劉備）西陵，禽羽（關羽）荆州，斯三虏者当世雄杰，皆摧其锋。」（《三國志·吳書·陸遜傳第十三》）
- 韋昭：「关背德，作鸱张。割我邑城图不祥。」
- 张俨：「羽围襄阳，将降曹仁，生获于禁，当时北边大小忧惧，孟德身出南阳，乐进、徐晃等为救，围不即解。」

##### 蜀
- 諸葛亮書與關羽：「孟起兼資文武，雄烈過人，一世之傑，黥、彭之徒，當與益德並驅爭先，猶未及髯之絕倫逸群。」（《三國志·蜀書·關張馬黃趙傳第六》）
- 楊戲的《季漢輔臣贊》中贊關雲長、張益德：「關、張赳赳，出身匡世，扶翼攜上，雄壯虎烈。藩屏左右，翻飛電發，濟於艱難，贊主洪業，侔跡韓、耿，齊聲雙德。交待無禮，並致姦慝，悼惟輕慮，隕身匡國。」（《三國志·蜀書·鄧張宗楊傳第十五》）
- 廖立：「是羽怙恃勇名，作军无法，直以意突耳，故前后数丧师众也。」（《三國志·蜀書·劉彭廖李劉魏楊傳第十》）

### 後人評價
關羽和張飛在當時及後世都成為勇猛善戰與義士的代名詞：
- 「值天下大亂，（劉）遐為塢主，每擊賊，率壯士陷堅摧鋒，冀方比之張飛、關羽。」（《晉書·劉遐傳》）
- 秃发傉檀：「臣子逃归君父，振古通义，故魏武善关羽之奔。」（《晋书·卷一百二十六·载记第二十六》）
- 「（閻）負、（梁）殊曰：『……驍勇多權略，攻必取，戰必勝，關、張之流，萬人之敵者，則前將軍新興王飛，建切將軍鄧羌，立忠將軍彭越，安遠將軍范俱難，建武將軍徐盛。』」（《晉書·苻生載記》）
- 「李庠，字玄序，特第三弟也。少以烈氣聞。……趙廞深器之，與論兵法，無不稱善，每謂所親曰：『李玄序蓋亦一時之關、張也。』」（《晉書·李特載記》）
- 「傉檀曰：『吾今新牧貴州，懷遠安邇之略，為之若何？』（宗）敞曰：『涼土雖弊，形勝之地，道由人弘，實在殿下。段懿、孟禕，武威之宿望；辛晁、彭敏，秦、隴之冠冕；斐敏、馬輔，中州之令族；張昶，涼國之舊胤；趙昌、張穆、邊憲、文齊、楊班、梁崧、趙昌，武同飛、羽。』」（《晉書·禿髮辱檀載記》）
- 「崔公，古之關張也。」（《魏書·崔延伯傳》）
- 「史臣曰：『長孫肥結髮內侍，雄烈知名，軍鋒所指，罔不奔散，關、張萬人之敵，未足多也。』」（《魏書·長孫肥傳》）
- 「當世推其驍果，皆以為關、張弗之過也。」（《魏書·楊大眼傳》）
- 「薛彤、（高）進之並道濟腹心，有勇力，時以比關羽、張飛。』」（《宋書·檀道濟傳》）
- 「又有西域胡，妙於弓矢，弦無虛發，眾軍尤憚之。及將戰，（吳）明徹謂摩訶曰：『若殪此胡，則彼軍奪氣，君有關、張之名，可斬顏良矣。』」（《陳書·蕭摩訶傳》）
- 「武人略陽垣歷生、襄陽蔡道貴，拳勇秀出，當時以比關羽、張飛。」（《南史·文惠太子傳》）
- 「（從弟京杲）後從李光弼出井陘，督趫盪先驅，戰嘉山尤力，（唐）肃宗異之，召見曰：『黥、彭、關、張之流乎！』」（《新唐書·辛雲京傳》）
- 「退闕關羽殉節之忠。」（《南齊書·曹虎傳》）
- 「羽為曹公所厚而忠不忘其君，可謂賢矣。然戰國之士亦能之。曹公得羽不殺，厚待而用其力，可謂賢矣，然戰國之君亦能之。至羽必欲立效以報曹公，然後封還所賜，拜書告辭而去，進退去就，雍容可觀，則殆非戰國之士矣。曹公內能平其氣，不以彼我為心；外能成羽之忠，不私其力于己，是猶有先王之遺風焉。吾嘗論曹公曰：是人能為善而不能不為惡，能為善，是以能享國；不能不為惡，是以不能取天下。」（唐庚《三國雜記》）
- “卫尉卿兼检校左金吾卫大将军凉国公李延昌，克树勋庸，遍该韬略，关张万人之敌，勇不顾身；程李二将之名，忠於卫主。”（《册府元龟·备御》）
- 李暠：“咏群豪之高轨，嘉关张之飘杰，誓报曹而归刘，何义勇之超出！据断桥而横矛，亦雄姿之壮发。”（《晋书•列传第五十七》）
- 虏主元宏遗虎书曰：“卿进无陈平归汉之智，退阙关羽殉节之忠，婴闭穷城，忧顿长沔，机勇两缺，何其嗟哉！”（《南朝梁·南齐书列传第十一》）
- “朱异之徒，积受金贝，遂使咸称胡、赵，比昔关、张，诬掩天听，谓为真实。”（《梁书•列传第五十》）
- “齐孙膑晏婴、晋程婴公孙杵臼、燕乐毅、汉曹参陈平韩信周亚夫卫青霍去病霍光、蜀昭烈帝关羽张飞诸葛亮、唐房玄龄长孙无忌魏征李靖李绩尉迟恭浑瑊段秀实等，皆勋德高迈，为当时之冠。”（《宋史·志第五十八·礼八》）
- “关羽则为仇国所禽，张飞则遭帐下所害。凡此名将，悉皆人雄。”（《宋史·列传第一百九十八·文苑一》）
- “关张比疆治，将相俱和同。”（《梁父吟》）
- “楚、汉未分，绛、灌所以宣力；曹、刘竞逐，关、张所以立名。然则名立资草昧之初，力宣候经轮之会，攀附鳞翼，世有之矣。”（《隋书·列传第二十九》）
- “公结发戎旅，妙善孙吴 。如云如鸟之形，因山背水之势，莫不深明权变，躬先士卒。双鞬并带，二戟兼提。滕灌之骁雄，关张之勇扞，复见於兹矣。”（《大周使持节少傅大将军大都督恒夏灵银长五州诸军事恒州刺史普安壮公墓志铭》）
- “尔久从征伐甚有战功语其威名乃关张之比也。”（《冊府元龜·诫励》）
- “衛尉卿兼檢校左金吾衛大將軍涼國公李延昌，克樹勛庸，遍該韜略，關張萬人之敵，勇不顧身；程李二將之名，忠於衛主。”（《冊府元龜·備御》）
- “蜀之乃祖乃父，或士或人，而皆内禀忠贞，外资骁果，武负关张之气，文传扬马之风，迎大驾以涉岷峨，合诸军而定关辅忠气冠乎日月，勋业著乎山河，凡在幽遐，皆所传达。”（《冊府元龜•传檄》）
- “关羽、张飞，爪牙悉标于西庑。威生户牖，武耀庭除。”（《蜀先主庙记》）
- “乃若关云长、张益德，虽曰万人之敌，而程昱等辈奇之，然功业之著见者盖鲜矣。”（《十先生奥论注》）
- “楚、汉未分，绛、灌所以宣力；曹、刘竞逐，关、张所以立名。然则名立资草昧之初，力宣候经轮之会，攀附鳞翼，世有之矣。”（《隋书·列传第二十九》）
- “索苞有文武材，举孝廉，除郎中，每征伐克敌，勇冠三军，时人比之关羽。宋澄於金城，为步羌三千人所围，穷守孤堆，垂当破没，苞以完骑五千，奋剑突阵，径入与澄对坐，捶头拊掌大笑。羌皆佩盾、擢刀四面直前。苞谓澄曰：“君但安心，观我击之。”乃除区弓接矢，绕捶射之，莫不应弦而倒，皆陷盾通中，立杀三十馀人，创夷者百计，羌即散走。称神。”（《敦煌实录》）
- “子彦少尝坠马折臂，肘上骨起寸余，乃命开内锯骨，流血数升，言戏自若。时以为逾于关羽。”（《魏书·列传第十三》）
- “留贊鸷猛壮烈，万人敌也。其剚刃信足与云长之刮骨，何以异哉？心有主而不动，视疾痛死生若无与於已者，壮士之勇也。况复得其死哉！”（《续后汉书·列传第六十七》）
- “公专逹西南则却地千里，东北则献俘亿计。至若挫魏胜觧赵围，斩颜良於万人之中，伏孟获於七纵之际。皆公之任也！”（《文苑英华·巻三百六十九》）
- “惟公少称弘量，喜愠不形，尤长武略，仁而有勇。及感会风云，立功成务，谦虚下物，始终无改。虽复关羽有国士之风，祭遵怀儒者之操，无以加也。”（《文馆词林·巻四百五十三》）
- “武帝伐广固，仲德为前驱，战辄破之，大小二十余战。论曰：王仲德受任二世，能以功名始终。入关之役，檀、王咸出其下。元嘉北讨，则受督于人，有蔺生之志，而无关公之愤，长者哉。”（《南史·列传第十五》）
- 張輔：“张飞关羽，皆人杰也。”（《名士优劣论》）
- 葛洪：“咸谓勇力绝伦者，则上将之器；洽闻治乱者，则三九之才也。然张飞关羽万人之敌 ，而皆丧元辱主，授首非所。”
- 陆云：“关羽滔天，作云西土。帝曰将军，整尔熊虎。”（《吴故丞相陆公诔》）
- 石重貴評張彥澤：“猛若关张，气吞荆聂，荐膺委寄，每著勤劳。鸣镝离弦，既得吟猿之妙；青萍出匣，久彰断兕之名。营阵之间，皆推果毅。”（《親征契丹命將制》）
- 尹义尚：“徐元直西蜀之谋士，关云长刘氏之骁将，须归即遣，知叛弗追，今之与古，何其异趣？”（《与徐仆射书》）
- 常璩：“河东关羽云长，同郡张飞益德，并以壮烈，公壮羽勇锐，拜偏将军 。”（《华阳国志·刘先主志》）
- 张茂：“曜可方吕布、关羽，而云孟德不及，岂不过哉。”（《十六国春秋》）
- 崔鸿：“刘渊别将刘翼，骁勇过人，能一手举殿柱，跳过平阳门，时人拟之关张。”（《十六国春秋》）
- 薛安都：“时人云关羽斩颜良不是过也。”（《南史·薛安都传》）
- 庾信：“公入仕四十五年，身经一百六战。通中陷刃，疾甚曹参；刮骨傅药，事多关羽。而风神果勇，仪表沉雄，事亲无隐无犯。学不专经，略观书籍；兵无师古，自得纵横。”（《周柱国大将军纥干弘神道碑》）
- 郎士元：“將軍秉天資，義勇冠今昔。走馬百戰場，一劍萬人敵。誰為感恩者，意是思歸客。流落荊巫間，徘徊故鄉隔。離筵對此宇，灑酒暮天碧。去去無復言，銜悲向陳跡。”（《壯繆侯廟別友人》又稱《关羽祠送高员外还荆州》）
- 王维：“非关羽之绝伦，何以厕迹虎臣、仪形麟阁？”（《为曹将军谢写真表》）
- 元结：“何人恩信过於田横？何人壮勇等於关羽？”（《问进士（永泰二年通州问）·第五》）
- 虞世南颂关羽：“利不动，爵不絷，威不屈，害不折，心耿耿，义烈烈，伟丈夫，真豪杰，纲常备，古今绝”。
- 張士貴：“乃绛州义军都头目薛怀玉也。此人勇若关张，智同伊尹，堪当大用。”（《薛仁贵征辽事略》）
- 贺遂亮：“关羽万人之敌，声雄百代。捐躯殉国之志，冒流镝而逾坚；轻生重义之（阙四字）而难（阙一字）心悬水镜，鬼神无以蔽其形；质过松筠，风霜不能改其色。”（《大唐平百济国碑铭》）
- 张元晏：“祢衡垂一噪声之名，关羽荩万人之敌。御众布投胶之德，礼贤怀比饭之恭。智略出群，忠果成性。”（《授冯行袭昭信军节度使制》）
- 董侹：“惟将军当三国之时，负万人之敌，孟德且避其锋，孔明谓之绝伦。”（《荆南节度使江陵尹裴公重修玉泉关庙记》）
- 李儉：“黄霸为列郡之雄，关羽乃万人之敌。”（《銀青光祿大夫太子中允贈工部尚書清河張公神道碑銘》）
- 楊炯：“攻城野战，张飞、关羽；奇策密谋，荀攸、贾诩。”（《泸川都督王湛神道碑》）、“陶公相宅，郭璞占墳。麵丹鳳而背元龜，兆青烏而徵白馬。三百篇之後，卜筮何從？二千石之榮，子孫無替。長男仁叡、男中仁楷、少男仁護、仁昉等，或體窮三變，藩、陸不足以昇堂；或力敵萬夫、關、張不足以扶轂。”（《唐上騎都尉高君神道碑》）
- 杜甫：“孰與關張并，功臨耿鄧親。應天才不小，得士契無鄰。”（《谒先主庙》）
- 杜牧：“天下无双将，关西第一雄。授符黄石老，学剑白猿翁。矫矫云长勇，恂恂郄縠风。”（《题永崇西平王宅太尉愬院六韵》）
- 唐僖宗：“前左武军大将军宋皓，负关张勇智，有韩白英雄，累著战功，再居环卫。”（《討王郢詔》
- 王勃：“以先主之宽仁得众，张飞、关羽万人之敌，诸葛孔明管、乐之俦，左提右挈，以取天下，庶几有济矣。”（《三國論》）
- 李德裕：“蜀先主与关羽、张飞同卧起，而稠人广坐，侍立终日。皆用此道，故能成功。夫御英杰，使猛将，与见道德之人，接方正之士不同也，不可以繁礼饰貌，以浮辞足言，宜洞开胸怀，令见肝肺。气慑其勇，恩结其心，虽踞洗召之，不为薄矣。禄山，夷狄之谲诈者也，非将门英豪，草莱奇杰，其战斗之气，击刺之才，去关、张远矣！”（《英杰论》）；“魏得关羽，则张辽挟以前驱。故能挫强楚之锋，取颜良於麾盖。”（《授何清朝左卫将军兼分领蕃浑兵马制》）
- 徐夤：“虽倚关张敌万夫，岂胜恩信作良图。能均汉祚三分业， 不负荆州六尺孤。绿水有鱼贤已得，青桑如盖瑞先符。 君王幸是中山后，建国如何号蜀都。”（《蜀》）
- 陳淵：“当时先主得关张，能使西川弱胜强。”（《默堂集·卷九》）
- 贯休：“龚遂刘宽同煦妪，张飞关羽太驱驰。”（《贺郑使君》）

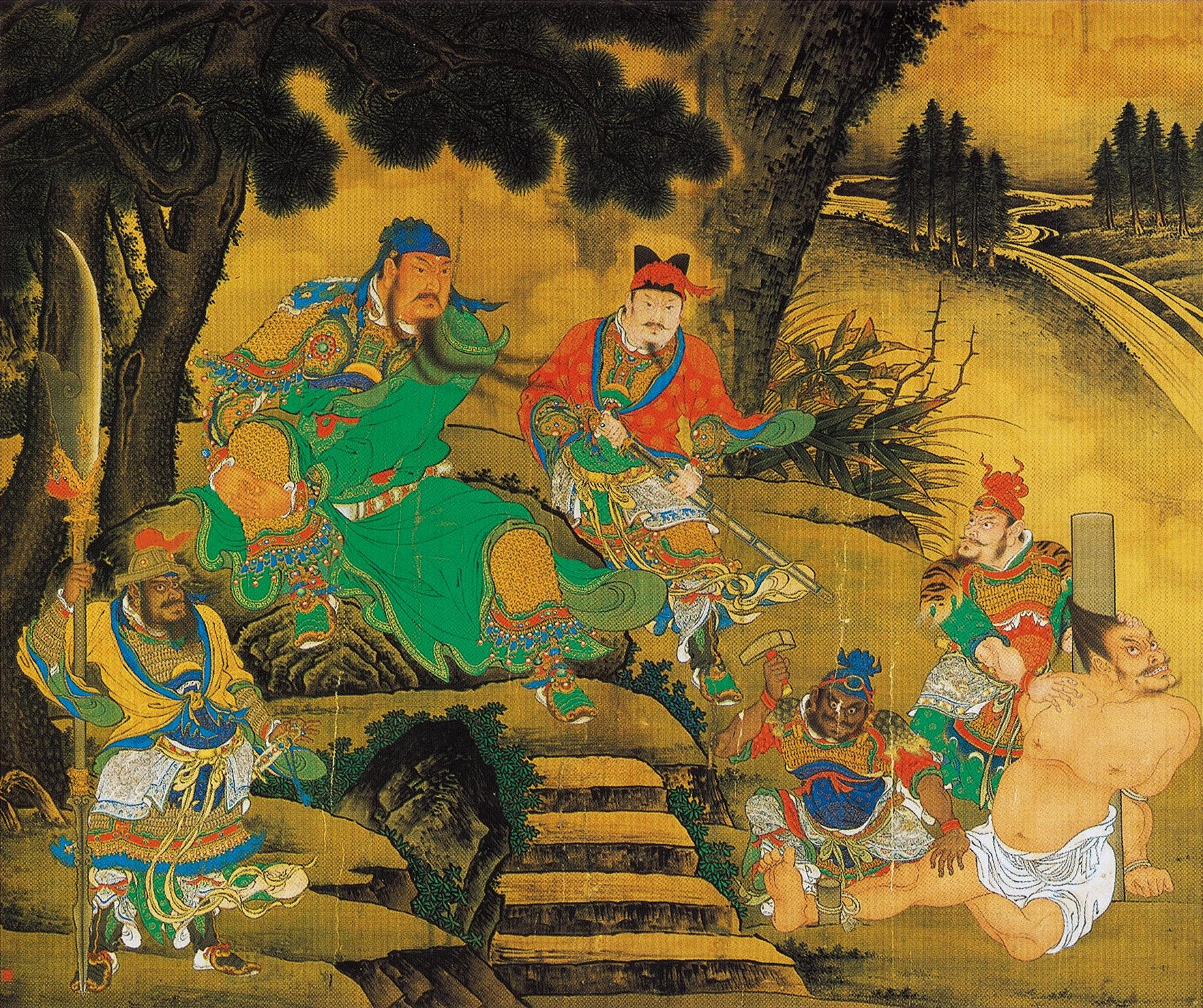
明代《关羽擒将图》

- 明代《关羽擒将图》岑参：“虏骑无数来，见君不敢当。汉将小卫霍，蜀将凌关张。”（《东归留题太常徐卿草堂》）
- 赵蕤：“（虞世南）曰：彼孔明者，命世之奇才，伊吕之俦匹，臣主同心，鱼水为譬，但以国小兵弱，斗绝一隅，支对二方，抗衡上国；若使与曹公易地而处，骋其长算，肆关、张之武，尽诸葛之文，则霸王之业成矣。”（《长短经》）
- 崔致遠： “军名定难，雅称关张之声；县号宜君，克符尧舜之德。”（《贺杀黄巢贼徒状》）；“斯乃司徒相公镜於心而宽兮绰兮，枰於事而无偏无党，网罗隽彦，笼罩骁雄，於儒则沈谢呈才，於武则关张效力。”（《初投献太尉启》）；“所谓有非常之人，然后有非常之事，绛灌亦一时俊杰，关张非累世勋庸，镂姓名於金鼎玉锺，饰仪形於云台烟阁，永言尽美，孰敢争先？”（《徐州时溥司空·第二》）
- 桑叔文：“汉有汲黯，当朝为之正色。若非功高卫霍，名比关张，孰能有此荣贵。”（《唐故淮南节度讨击副使光禄大夫试殿中监兼泗州长史上柱国北平县开国伯田府君墓志铭》）
- 徐铉：“唐室崩离，诸侯角逐。吴武王奋桓文之举，我先君效关张之用。摧（生字“亠凶”，即脑字无月）略地，所向无前。功加于时，庆钟于后。”（《洪州丰城县李司空碑文》）
- 孔平仲：“狄青字汉臣。元昊叛，屡将兵出战，四年间大小二十五阵，八中流矢，人呼‘狄天使’，上观其仪表曰：‘朕之关张。’”（《孔氏谈苑》）；“鼍鸣鱼跃尚恐惧，万一敌至谁敢当？邀看大船载旗鼓，闻说乃是关云长。”（《咏于将军诗》）；“北人更欲生关羽，犹倚糜芳信士仁。 曹操雄心怀白马，董昭空自弄精神。”（《咏史下·关羽四首》）
- 曹勋：“帝谓关张勇，气吞豺虎群。忠诚昭白日，始卒翊明君。灭沿台躔耀，哀荣凤口坟。传家有贤嗣，泪血入江云。”（《杨和王挽章五首》）
- 李邦直：“天下義士，雲長之徒掉臂而徐去，管寧之屬浮海而避之。”（《魏论》）
- 谢采伯：“孙权运筹於内，刘备、诸葛亮、周瑜、关侯等，合谋并智，方拒得曹操，败之於赤壁，亦未为竒政縁。”（《密斋笔记·卷二》）
- 文天祥：“项籍、关侯、敖曹擒虎之流。”（《文山集·送彭叔英序》）
- 陈子微：“厦倾木不支，鼎重足先折。关张不终身，仪秦亦无舌。”（《本堂集·卷二十九》）
- 刘知幾：“关张以傲诞为将，桑霍以满盈居职。”（《思慎赋》）
- 员兴宗：“吾乡所遣骑，乃探骑耳。岂人人关张乎！”（《九华集·卷二十四》）；“时乎不浑护强中擒吕布，神乎不盖藏万众取颜良。”（《九华集·卷二十四》）
- 綦崇礼：“以颇牧之才，关张之勇，尽护诸将，独殿一方，鏖兵苦战，则大敌为殲，据险守坚，则严师莫犯。”（《北海集•卷十一》）
- 李廌：“骈英雄则关张奋其武，登隽良则庞蒋善其职。”（《济南集·卷五》）；“三方各虎踞，猛将皆成群。屹然万人敌，惟髯称绝伦。仗节气盖世，横矟勇冠军。”（《关侯庙》）
- 黄履翁：“古之烈士才略，则向宠、柳浑、蔡道贵、鲍昭。或晓畅军事，料敌万里；或勇比关张，或治绩显太原。”（《古今源流至论·别集卷四》）
- 汪藻：“决胜重围，飞、羽有万人之敌。”（《浮溪集·韩世忠除两镇节度使制》）
- 萧常：“羽飞万人之敌勇有余，而不知迹其行事。皆有国士之风，然羽刚而自矜，飞暴而少恩，此其所以败也。”（《续后汉书》）
- 刘克庄：“骨已朽黄泉下，传犹列青史中。猛朴时来宰相，关张运去英雄。”（《即事六言四首》）；“甘宁关羽至今传，名将为神自古然。生不封侯三万户，死犹庙食数千年。”（《即事六言四首》）
- 方回：“万人为翰墨，无一曹思王。万人握干殳，无一关云长。”（《题来将军括苍送行卷》）
- 贾似道：“要知斗处关张勇，头小牙长体似金。”（《促织经·琵琶翅》）
- 何溟：“四海纷纷汉鼎移，将军委质愿扶持。欲除曹氏眼前害，岂料吴儿肘后欺？报国忠心千载著，复仇遗恨几人知。我因王事行郊邑，特向高坟酬一卮。”（《题大王冢》）
- 赵秉文：“壮如破敌，势甚擒贼，至如关羽义勇，张纲奋烈。取鲸鲵于坚阵，叱豺狼之当辙。”（《滏水集·古赋·海青赋》）
- 李俊民：“鼎足相吞势未分，谁能倾盖得将军？曹吴不是中原手，天下英雄有使君。”（《襄阳咏史·关将军庙》）
- 吴箕：“关云长有功于魏，舍之而去，不畔先主，此有古国士风，亦足以见先主之得人心。”（《常谈》）
- 岳飞：“一死何足道，要使后世书策知有岳飞之名，与关张辈功烈相仿佛耳。”（《金驼续编·卷二十八》）
- 龚开：“大刀关胜，岂云长孙。云长义勇，汝其后昆。”（《宋江三十六赞》）
- 郭允蹈：“关云长以万人之敌，弘护荆州，昭烈君臣以为长城，而轻躁寡谋，坠吕蒙之诡计。昭烈勇于一决，以争荆州，君臣于是俱失之矣！或谓：是后也，昭烈不自将，而孔明长啸以下荆州，则何如？曰：非孔明之志也。孔明固谓孙权可以为援而不可图之。又谓国贼曹操非孙权，又谓法孝直在，必能谏止上此行，孔明盖亦难之矣。曰：然则荆州遂可置之度外乎？曰：向使云长自江陵出襄阳，而益德、黄权有一人焉，为居守之计。则固可震撼中原，而无后顾之忧矣。云长既死，虽孔明亦未如之何也。”（《蜀鉴 ·昭烈败绩于猇亭》）
- 郑咸：“侯讳某，姓关氏，以忠义大节事蜀先主昭烈皇帝，为左右御侮之臣，官至前将军，假节钺。侯之名闻天下后世，虽老农稚子，皆能道之。然谓侯英武善战，为万人敌耳，此不足以知侯也。曹孟德以奸雄之资，挟天子以令中原，虎视邻国，谓‘本初犹不足数，而况其下乎？’独先主区区，欲较其力，而与之抗。然屡战而数败矣。士於此时，怀去就之计者，得以择主而事之。苟不明於忠义大节，孰肯抗强助弱，去安而即危者？夫爵禄富贵，人之所甚欲也。视万锺犹一芥之轻，比千乘於匹夫之贱者，岂有他哉，忠尽而义胜耳。侯以为曹公名为汉臣，实汉仇也。而先主固刘氏之宗种，侯尝受汉爵号矣。苟为择其所事，则当与曹乎？当与刘乎？曹、刘之不敌，虽愚者知之。巴蜀数郡，以当天下之半，其成功不可待也，而侯岂以此少动其心哉？秋霜之严，见日见则消；南金之坚，遇刚则折。而侯之忠义凛然，虽富贵在前，死亡居后，不可夺也。孔融、杨彪皆巨德元老，一日少忤曹公，乃戮而囚之。侯为曹公所得，不敢加无礼焉；比其去也，熟视而不敢追。然则侯之所本，胜曹公多矣。盖有以服其心而折其气，岂在行阵间乎！侯本解人，庙於郡城之西。庙久不治，里中父老相与经营，加完新焉。时维太守张公，别乘张公，相与为雍容镇静之政，而解民熙然乐之，日有馀暇，可以致力於神矣。然则神安其宅，厥有由哉。”（《重修庙记》）
- 张商英：“月缺不改光，剑折不改鋩。月缺白易满，剑折尚带霜。势利寻常事，难屈志士肠。男儿有死节，可杀不可量。”（《咏辞曹事》）
- 张仲宣：“张辽运筹之方，可以归之於先轨；关羽搴旗之效，可以论之於后尘。”（《对知合孙吴可以运筹决胜策》）
- 南涛：“及刺颜良于东郡，曹公即表王汉寿亭侯。”（《绍兴重修庙记》）
- 黄茂才：“气盖世，勇而强。万众中，刺颜良。”（《武安王赞》）
- 叶适：“（耿）豪虽凶粗不足取，而以关张比之，则又其细尔。”（《习学记言·卷三十五》）
- 朱熹：“正如关羽擒颜良，只知有此人，更不知有别人，直取其头而归。”、“关羽恃才疏卤，自取其败。”（《朱子语类》）
- 孙锐：“千载人，百世士。知正统，明大义。汉丞相，蜀先主。同公心，烛三光。为岳渎，为星云。今不死，髯将军。”（《云长公赞》）
- 陆游：“颜良文丑知何益，关羽张飞死可伤。等是人间号骁将，太山宁比一毫芒。”（《读史》）
- 洪邁：“自古威名之将，立盖世之勋，而晚谬不克终者，多失于恃功矜能而轻敌也。关羽手杀袁绍二将颜良、文丑于万众之中。及攻曹仁于樊，于禁等七军皆没，羽威震华夏，曹操议徙许都以避其锐，其功名盛矣。而不悟吕蒙、陆逊之诈，竟堕孙权计中，父子成禽，以败大事。”（《容斋隨笔·卷十一》）
- 陈亮：“夫关羽好勇而无谋，恃气而骄功，此其势甚易谲也。”
- 陈元靓：“剑气凌云，实曰虎臣。勇如一国，敌万人。蜀展其翼，吴折其鳞。惜乎中勇，前后绝伦。”（《事林广记后集》）
- 火鲁胡达：“来谒崇宁庙，遗容古貌寒。奋戈扶寒祚，斩将报曹瞒。忠烈条山并，英灵解土安。未能雄吴魏，常使后人叹。”（《谒解州庙》）
- 郝经：“羽、飞昭烈啑血起义，夙定君臣之分，期复汉室，百折兴王。阚如两虎啸风从龙，夹之以飞，雄猛震一世，号称万人敌。羽报效于操，致书而去，飞瞋目横矛，而与操决。矫轿义烈，上通于天，汉于是乎不亡。”；“羽仪状雄伟，岳岳尚义，俨若神人。”（《续后汉书·卷十六》）；“昔魏武之於关侯，梁高祖之於贺拔胜，孔明之於徐庶，皆谋臣猛将，反覆去就，知其无留，意犹不固止。”（《与贾丞相书》）；“云长万人之敌，而吕蒙袭取。昭烈一世之雄，而陆逊摧破。汉之义师，不复东征。祗保梁益，吴遂蹈跨荆扬。操不可圗，丕乃禅代曺氏。遂有中国，而天下三分，殆非人谋亦天意也！”（《续后汉书·卷五十六》）；“跃马斩将万众中，侯印赐金还自封。横刀拜书去曹公，千古凛凛国士风。跨有荆、益事战攻，直指许、洛期一戎。操为喘气谋避锋，权为鲸枭示象恭。”（《重建庙记》）
- 迺賢：“ 昔游玉泉寺，系马松树林。独坐大石上，浩歌梁父吟。老衲林下来，示我三古印。连环络螭纽，篆画蚀苍晕。将军觔无敌，劲气横九州。志在复汉鼎，岂事身封侯？昭烈势孤危，恃侯作坚垒。威震曹家啊，胆落中夜起。浮云几变灭，瑑刻良可摹。今人千载下，拂拭空嗟吁。”（《赋关将军印》）
- 周午：“三分鼎峙裂九州，群飞择木各为谋。云长天挺万人敌，不事他人独事刘。分虽君臣情骨肉，此岂汉贼所能禄？仲谋不度来求婚，遣使甘言只屈辱。奋髯北伐将徙都，白衣狙诈劳仁呼。赤帝不灵天既厌，荆蜀中断绝一隅。人亦各为其主耳，南昌局量非操拟。嵯峨一冢余千年，长使英雄泪如水。”（《题大王冢》）
- 程严卿：“将军气作汉长城，此身肯与贼俱生？一时成败风云散，千古精诚日月明。最恨含沙多鬼蜮，堪怜失水制鲲鲸。九京莫唤英雄起，余子纷纷论甲兵。”（《题大王冢》）
- 朱元璋：“克敌在勇，全胜在谋。昔，关羽号万人敌，为吕蒙所破，为无谋也，尔宜深戒之。”（《明实录·太祖实录·卷一》[154]）
- 杨博：“维帝忠义昭宇宙，功业垂史册，祀祠遍天下，黄发稚齿，极海穷边，靡不崇重。而帝之随在者灵，威盖显赫，千载一日。”
- 李贽：“云长信义，不设机械，观其待徐公明可见也。到底是个君子，不比小人，外厚其貌而衷薄甚也。”
- 钟敬伯： “云长信义性成，机械不生，故徐晃自诈而彼自诚也。其威镇华夏，忠贯古今，真圣而不可知之之谓神乎？”
- 王夫之：“吴、蜀之好不终，关羽已死，荆州以失，曹操以乘二国之离，无忌而急于篡，关羽安能逃其责哉？羽守江陵，数与鲁肃生疑贰，于是而诸葛之志不宣，而肃亦苦矣。肃以欢好抚羽，岂私羽而畏昭烈乎？其欲并力以抗操，匪舌是出，而羽不谅，故以知肃心之独苦也。” 、「關羽，可用之材也，失其可用而卒至於敗亡，昭烈之驕之也，私之也，非將將之道也。」（《讀通鑒論·卷九》）
- 李鉴：“炎汉阿危配此身，垂成功业委枯榛。傅糜俱罪生狂计，蒙逊阴谋缪见亲。自许以南俱失望，吞吴而下岂无因？三分往事成陈迹，椽笔称量自有神。”（《题大王冢》）
- 胡琦：「孰若云长大勇愤发，心不忘义，事汉昭烈，誓同生死。守荆州九年，贼畏之如虎，讨樊之举，鼓忠烈之气，破奸雄之胆，可不谓壮哉！惜乎事机垂成，祸生于所忽，乃守其志，终始不回，卓然为汉忠臣，独见称于后世。庙食玉泉，至今不绝。四方祈谒，灵应如响，不亦盛乎！及考其事迹本末具存，国志所不载者散在众籍，文字交错，难用检寻，览之者无不病焉。」（《新编实录序》）
- 張珣：“忆昔天下初三分，猛将并驱谁轶群。桓桓胆气万人敌，卧龙独许髯将军。威吞曹瞒欲迁许，中兴当日推元勋。惜我壮缪功不就，竟令豺兕还纷纷。血食千年庙貌古，岁时歌舞今犹勤。君不见天都、灵武巢未覆，抚髀常思汉寿君。”（《义勇行》）
- 程敏政：“古今称之者，以其忠义大节，足以仰高于后也。”（《读将鉴博议》）
- 畢沅：“吴国公戒之曰：‘克敌在勇，全胜在谋。昔关羽号万人敌，为吕蒙所破，为无谋也，尔宜深戒之。’”（《续资治通鉴》）
- 劉緯：“鞍马平生百战身，可怜于此卧荒榛。俘来于禁元轻敌，衅起孙吴为结亲。鱼水君臣终不忝，功名竹帛拟重新。玉泉寂寂悲黄鸟，千载英灵汉代人。”（《题大王冢》）
- 乾隆帝:“关帝力扶炎汉，志节懔然，陈寿撰志，多存私见。正史存谥，犹寓讥评，曷由传信？今方录四库书，改曰忠义。武英殿可刊此旨传末，用彰大公。”（《清史稿》卷84）
- 清代趙翼的《廿二史劄記》卷七關張之勇的部份，詳細整理了古人以關羽、或關張用作皆為勇將代名詞的資料，並且認為「漢以後稱勇者必推關張」。
- 蔡东藩：“赤胆忠心誓报刘，越江讨贼死方休；东吴不念东风惠，万古江潮咽恨流。”

### 现代评价
- 毛泽东：“关云长大体上是不懂统一战线的，这个人并不高明，对待同盟军搞关门主义，不讲政策。”
- 何兹全在他的《三国史》中写道：“关羽和张飞，都很雄壮威猛，被时人称为万人敌。但从失荆州上可以看出，他傲慢、无智谋、无筹略，远不是他所遇到的对手们的敌手。在一次战斗或一个战役中，像斩颜良、诛文丑，或水淹七军，他是强手，但对战略政略他是一窍不通的。吕蒙、陆逊一给他戴高帽，他就上当、昏头转向，飘飘然不知所以。孙权和他联姻，当然也是政治婚姻，即使关羽同意，结为儿女亲家，为了夺取荆州，孙权也会一翻脸，把女儿牺牲掉。但即使不愿联姻，也不要骂人。关羽在前方打仗，麋芳、士仁守江陵、公安，这是何等重要的职务，即使对他们不能完成任务不满意，也不能说‘还，当治之’。”[155]
- 王仲荦在他的《魏晋南北朝史》中写道：“应该说，关羽北攻襄、樊，并没有错，错的是襄阳长期进攻不下，应该估计到自己后方虚弱，及早回师，以待再举。关羽的最大缺点，是没有把脆弱的吴、蜀同盟巩固住。孙“权遣使为子索羽女，羽辱骂其使，不许婚”（《三国志·蜀志·关羽传》）。作为策略来讲，这是很大的失着。还有，关“羽善待卒伍而骄于士大夫”（《三国志·蜀志·张飞传》）。关羽和他的僚属（文职人员）的关系很紧张，像潘濬这样一个优秀人物，关羽不知重用，关羽死后，反而被孙权争取过去了。麋芳是刘备的小舅子，时为南郡太守，守江陵；将军傅士仁屯兵公安，他们投降孙权，都和关羽同他们的紧张关系有关。这些事情，结合起来，关羽就一败涂地，不可收拾了。江陵、公安的失守，这在蜀汉政权方面来讲，不仅丧失了荆州基地，被封闭于三峡之内；而且脆弱的吴、蜀联盟，宣告破产，盟友变成敌人，这对刘备的打击是太大了。”[156]
- 中國魏晉南北朝史學會前會長朱大渭[157]：「關羽並非只有一般名將英勇戰鬥的作風，以及武藝超群的素質，而且具有指揮大型戰役的能力，荊州的失守，主要責任不在關羽，而是蜀國戰略方針失誤造成的。關羽雖有一定責任，但其忠於職守，以身殉職，應無所非議。」「關羽從小受儒家思想薰陶，因而在處身立事道德規範上，同劉備、諸葛亮可算同道中人。劉備甚有知人之明，他之所以特別看重關羽，深知其德才兼備，後來將留守荊州以及北伐的重任交給他，其原因也在於此。」
- 歷史學家、《萬曆十五年》作者黃仁宇：關羽剛傲而缺乏處事的謹慎周詳，他不顧利害讓自己兩面受敵，弄到戰敗授首，比曹操早死一個月。可是千百年之後關公仍被中國人奉為戰神，民間崇拜的不是他的指揮若定，而是他的道德力量。關羽『義重如山』，至今秘密結社的團體仍有些奉之為師祖。
- 柏杨在其《白话版资治通鉴》里点评：“关羽是二三世纪之交、东汉王朝末年的名将，他的英勇被当时以及后世所肯定。然而，他在中国历史上的地位和在人民心目中的形象，得以永垂不朽，历时一千六百年而始终光芒四射，却不由于他的英勇，而由于他对刘备个人的效忠，这种效忠，被解释为“道义”。尤其是十七世纪清王朝，以满洲民族控制汉民族之后，在关羽身上找到政治号召的取向，强调道义、强调满洲人跟汉人是异姓兄弟，海枯石烂，情义不变。不仅中国人崇拜关羽，就是在朝鲜半岛，也遍地都是关羽庙，受到万家香火。跨国英雄，关羽是第一人。然而，抛开《三国演义》这本影响力最大的小说，仅就史书上提供的资料，关羽实在没有资格在历史上占据一席之地。他虽然英勇，但事实上不过一个莽汉，既缺谋略，又缺修养，而且心胸狭窄、不识大体。他眼睛只有一个主子和一个小圈圈。一开始就排斥诸葛亮，是刘备把他说服；继而排斥黄忠，如果不是费诗能言善道，谁都不能逆料它的演变：那将是，刘备如果不支持关羽，关羽可能生出贰心；如果支持关羽，黄忠可能背叛，麋芳、傅士仁就是例证。”[158]
- 李定一：“清人入主中国，自视为金人的后裔，对于抗金的岳飞被尊为武圣人颇不自安。且时人多好读《三国演义》，清人遂因势利导，改尊关羽为“武圣人”，以小说对关羽忠于“结拜兄弟”的描述，去潜移默化岳飞忠于民族国家的精神，以期有利于其统治。这个釜底抽薪之计相当成功。清政府已随风而逝 (1911) 它残留在民间的恶劣虚相，何时消失?”[159]
- 廈門大學人文學院教授易中天：「關羽確實有令人崇敬之處，那就是特重情義。民間崇拜關羽雖然有道理，但有些信仰和習俗也很奇怪。比方說剃頭匠奉關羽為祖師爺，就匪夷所思。關羽並沒有當過剃頭匠呀！再說東漢時也不剃頭。想來想去，也就是他們手上都有一把刀。不過關老爺手上的刀是殺頭的，不是剃頭的。清代有一剃頭舖門前掛一對聯云：『問天下頭顱幾許，看老夫手段如何』，倒很像關羽的口氣。還把關羽奉為財神，什麼民營企業啊，個體戶啊，供個關羽當財神，難道他們的錢是靠打架搶來的嗎？你說關羽一個武將封個戰神不就行了嗎？怎麼還當起財神了呢？依我看啊，關羽，遲早要被民間推崇為愛神。因為他對愛情的追求是很執著的。據《三國志·關羽傳》裴松之註引《蜀記》和《華陽國志》，關羽曾經愛上了一個女人，一再向曹操表示要娶其為妻。這話說多了以後，曹操便『疑其有異色，先遣迎看。』一看，果然國色天香，結果『因自留之』，害得關羽很是鬱悶（羽心不自安）。此事如果屬實，曹操就太不厚道了。」
- 中國社會科學院研究員尹韻公：「關羽是一個心機較深、善於處理人際關係、左右逢源的人，無論在敵友哪一方皆可受到厚待，可能這是他在黑白兩道都吃香的緣故了。正史中的關羽並非如人們所崇拜的那個關公高大完美。乃是隨著歷史的發展，根據心理和社會需要不斷改造而成的一個來自於現實而又大大超現實的一個偶像。」
- 禚夢庵《三國人物論集》：「建安二十四年十月，曹操與孫權都已親自出馬，為了戰一關羽，魏吳兩國幾乎動員了傾國人馬，上下費盡心機，則關羽之勇猛善戰可知了。 這次戰役，關羽雖敗猶榮，但蜀漢克復中原的希望，也隨關羽俱逝了。本來萬人之敵的猛將，很少不剛而自矜的，只要用之得當，剛猛正是優點。這種剛烈人物，古今中外，代不乏人。即以吾國而論，如楚之項籍，漢之關羽，宋之岳飛，近人吳子玉，都是這一類型。這類人物，也同高人義士一樣，為歷史增加不少光彩。但他們成功最快，失敗也最速，只留下許多可歌可泣的故事，供人憑弔而已！」
- 首都师范大学历史系教授宋杰：“关羽在行政管理、外交、军事方面都犯有错误，荆州兵不血刃地落入敌手，属于他严重的失职。作为当地的最高军政长官，身有守土之责，别无旁贷，确实辜负了刘备给他的这份重任。不过，关羽只是一介武夫，领兵上阵厮杀是其所长，而运筹帷幄、处置政务和外交联络都是他的短处，因此并不具备总管荆州军政要务的才干和能力，派遣他“董督荆州事”可以说是刘备的用人不当，最终造成了无法弥补的损失。”[160]
- 饶胜文在《大汉帝国在巴蜀》总结：“刘备在战略上的失策，经由关羽平庸的统帅才能，遂在荆州酿成灾难性的后果。”[40]
- 华杉：“关羽是典型的百战百胜，一败而亡。《孙子兵法》说，真正的善战者，无智名，无勇功，因为善战者不打那么多仗，只打容易的仗，不打跌宕起伏的仗，没有那么多可歌可泣的故事。故事都是讲给老百姓听的，关羽则恰恰和孙子的胜将标准相反，他威名赫赫，在民间是集道德、智慧、武功于一身的千古第一人，而在专业人士看来，关羽实误国之臣也。”[161]
- 芥川龙之介：“在中国，像关羽、岳飞这些深受万众敬仰的英雄全都是单纯之人。”

## 出生爭議
《三国志》、《资治通鉴》等正史以及三国魏晋时期的其它资料等并没有可以被用来推测关羽出生年月的相关信息，唯一牵涉到年龄长幼的信息是关羽比张飞年长数岁，不过张飞的年龄也无任何记载。
但是伴随着关羽从北宋开始在民间艺术形象及各统治政权对其推崇的不断提高，此后关于其出生时间开始出现了多种不同信息，诸如：
- 宋孟元老《东京梦华录》 六月六日 未指明年份。
- 元胡琦《关羽年谱》 延熹三年六月二十四日。
- 明崇禎二年（1629年）立於石磐溝關羽祖塋的《祀田碑記》延熹三年六月二十二日。
- 清康熙十七年（1678年），解州州守王朱旦据传在浚修古井時發掘出關羽的墓磚，磚上刻有關羽祖、父兩世的表字，生卒年月等，還提到關羽的家庭狀況。他因而寫了《前將軍關壯穆侯祖墓碑銘》。[164]依銘所記，關羽生於桓帝延熹三年（160年）六月二十四日。
- 清张镇于乾隆二十一年（1756年）編修的 《解良关帝志》 延熹三年六月二十二日。
- 周广业 《关王事迹征信编》 郭茂泰 《荆州府志》等认为是五月十三日。

《關帝志》內容多出自《三國演義》，非嚴謹的史料；《祀田碑記》和《前將軍關壯穆侯祖墓碑銘》未經嚴格考究。现在，关于关羽出生日期的考证仍旧在继续，诸如田福生就认为延熹三年六月二十四日（160年8月13日）最可信，此外延熹三年（160年）六月二十二日等说法也有相关证据。
各种说法都缺乏「决定性证据」，值得注意的是所有出生年相关的资料首次出现的时间相距三国时期都超过一千年，可考证和确信程度均不大。當然近年來開始也有史學家指出陳壽的《三國志》也有記載錯誤。
明清官方祀典堅持一年兩祭，以五月十三為關帝君聖誕，每年南京六部太常寺官祭，今日民間主要以農曆六月二十四日作為神明關公聖誕日，五月十三則視為官方生日。

## 民間藝術

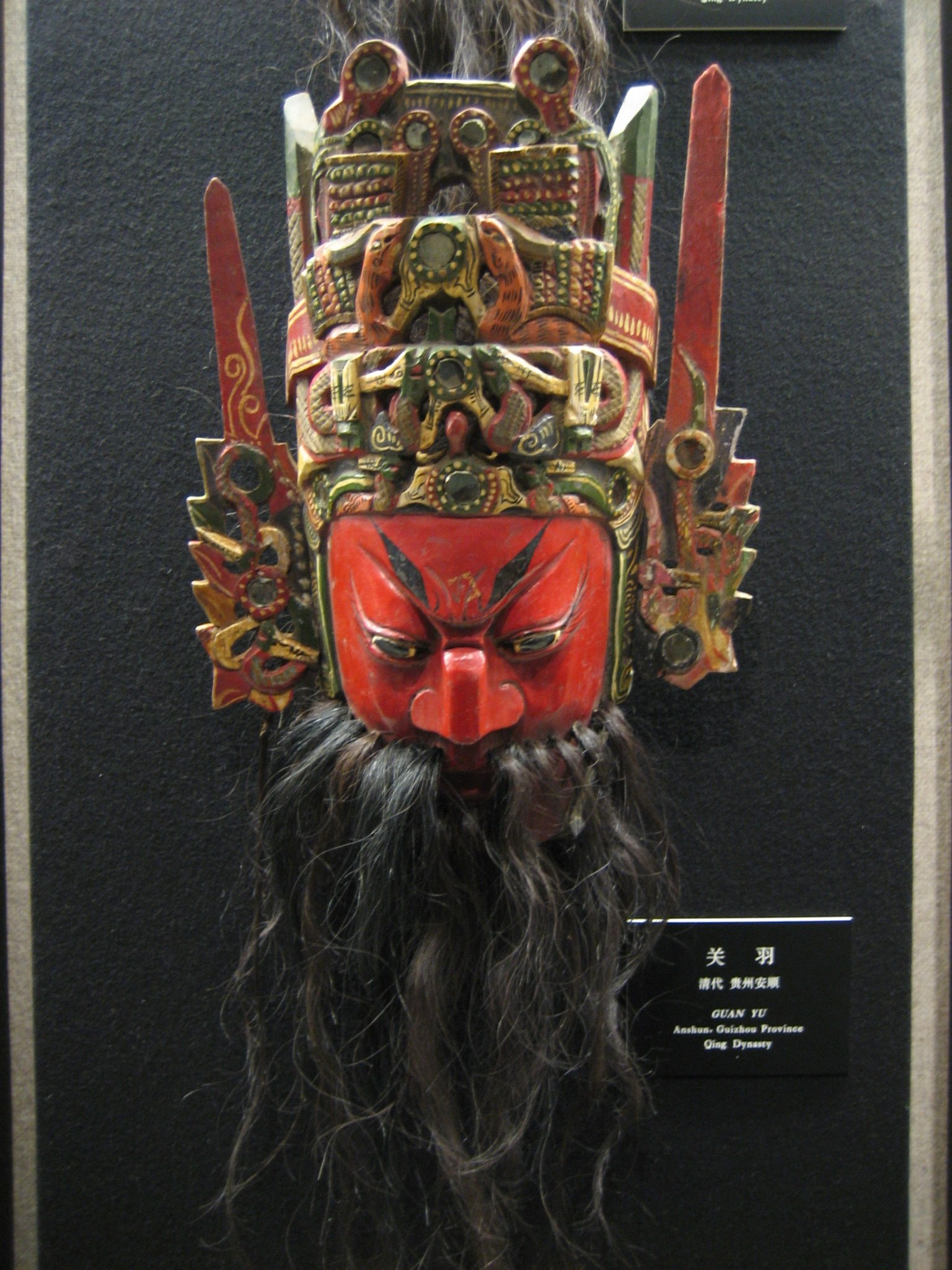
清代安順地戲面具關羽像

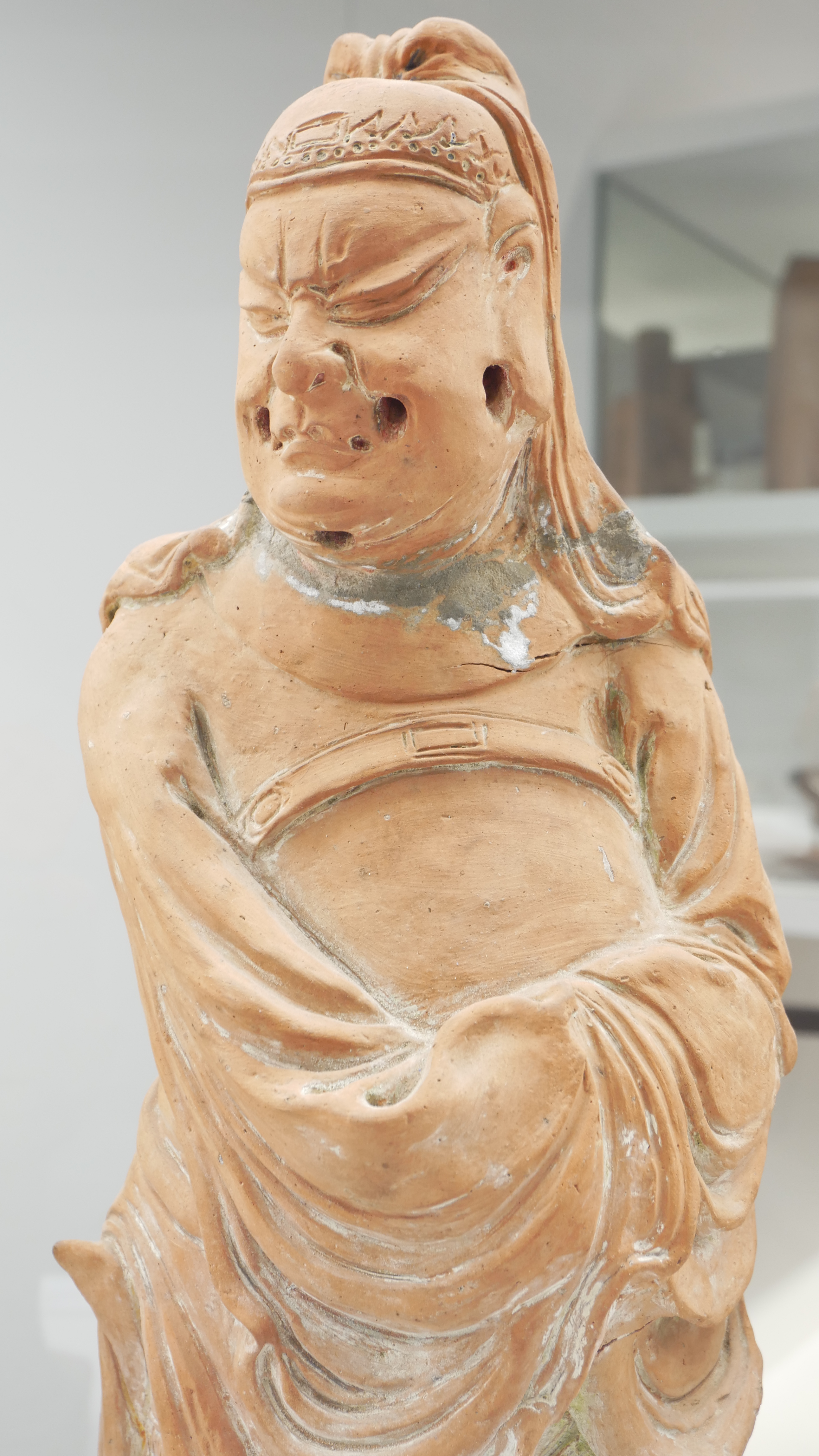
陶製關羽像

### 演義以前
關羽於民間的形象，至宋代即與今日相去不遠。洪邁的《容齋隨筆》按理是史論，但其中已有「關羽手殺袁紹二將顏良、文醜於萬眾之中」的傳說。而膾炙人口的三英戰呂布、千里保皇嫂、華佗為關羽刮骨療毒、水淹七軍等民間傳說，都已見於《三國志平話》，《三國志平話》所敘事迹雖多為民間傳說、然卻初步架構了三國歷史進程的故事。元代關漢卿所作戲曲《關大王獨赴單刀會》有提到關羽過五關，可見《三國演義》中過五關斬六將的情節亦早已在民間流傳。《水滸傳》中，關勝為關羽後裔，穿著武器同關羽相若。

### 三國演義

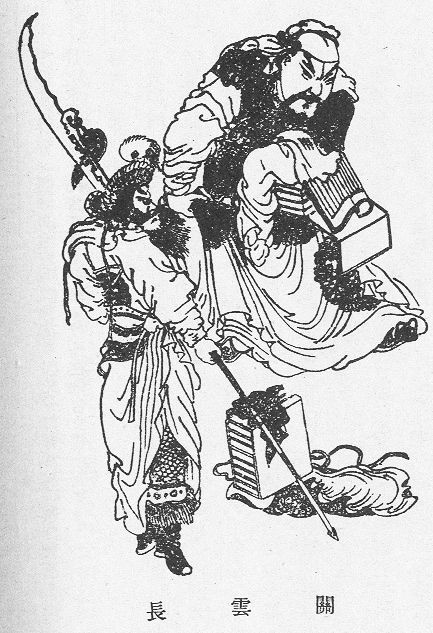
《三國演義》中的關羽（右）和隨侍周倉

章回小說《三國演義》作者羅貫中著力將關羽這個人物形象，刻畫成繼呂布後的三國武藝第一人，頗有「武聖」之風。總成過往傳奇、野史、戲曲、地方世代說法、被官史避畏說法、說部話本及民間傳說中關羽的故事，和史書中關羽的事蹟有所出入，如關羽溫酒斬華雄為漢末、魏晉以來的傳說，按史華雄實為孫堅所殺；土山約三事是關羽戰敗而投降；文醜死因存見地方史料以及東晉王羲之父子的二王尺牘集和容齋隨筆。而桃園結義、戰呂布、與夏侯惇交戰、土山之戰殺退許褚、徐晃聯手夾攻、過五關斬六將、古城空手躲過張飛突襲、隨劉備訪周瑜讓對方大驚、戰黃忠、手持青龍偃月刀、坐騎赤兔馬、身高樣貌等都為三國演義小說中所雕塑。而後人更引此形象將關羽神話，造就了民間偶像。
《三國演義》對於關羽忠勇自負的性格也加以誇大、转嫁，如諸葛亮問關羽若曹、孫同時來侵，關羽回答要分兵拒之，關羽不滿馬超授官而起妒，改寫為要入川與馬超比武，關羽拒婚時罵孫權的兒子是犬子等等，都是小說的藝術創作。

### 文化形象
从傳統戲曲至現代，各类文化作品对关羽多有演绎。

#### 戲劇
中國傳統戲曲中關羽的角色，以民間傳說、野史及《三國演義》的描寫而創作，其臉譜為揉紅臉，表示忠勇，「紅臉忠勇」之說法即由關羽臉譜而來。勾丹鳳眼，雙眼俊秀。加上關羽有「美髯公」之稱，所以都會加上演關羽時專用的大髯口，稱為「五绺」或「关公髯」。手執青龍偃月刀和红马鞭，頭戴专有的绿色盔头，缀黄绒球配后兜，两耳垂白飘带和黄丝穗，着绿蟒。因後世對關羽的信仰普遍，具有神格，為表示對關羽的敬畏，所以會特意在面譜上加一黑點或加一條金线，称做「破脸」，代表不敢完全模仿他。而且關公亮相姿式就有48种之多，稱為「关公48图」。
而在舊時上演关公戏曲時，有许多规矩：如扮演关羽的演员在演出前三到十天要斋戒淨身，不近女色；出场前要给关帝像燒香、奉茶、燒紙錢祭拜，常用牲禮，甚至殺雞殺豬；演员要在头盔或者前胸挂有关帝像的黄表附，演出结束要用此纸拭脸，并拿到关帝像前焚化，以示感谢关帝的庇护；演《單刀會》時，周圍不可有嬉鬧聲、在演《走麦城》时，更要台上台下烧檀香、点蜡烛。据说如果违犯戒律，关帝就会显灵，演员要出事故，戏园要出乱子。清朝后宫演戏时，每临关公出场，皇帝、后妃都得离座走几步，然后才能坐下看戏。一些有损于关帝形象的剧目，如《斩熊虎》、《怒斩关平》、《关公辞曹》等，宫廷及燕京的著名戏园皆禁止上演。而現今也有對演關羽的演員有不少禁忌，如當演員上了妝後，不可大笑、有邪淫，其他人看到上妝後的關羽也不能舉動失儀。
以关羽为主角的京剧剧目称关羽戏（简称关戏，也称老爷戏）。最初，演员在演出时以唱为主。同时，剧目仅有《战长沙》、《华容道》、《斩华雄》等几出。有作者认为在20世纪初，王鸿寿（老三麻子）丰富了关羽戏的剧目。并通过他在脸谱、服饰、念白、唱腔等方面的革新创造，使关羽的形象更为高大完美:18。

#### 影视剧
有關於關羽或有其角色的電影、電視劇集，及曾飾演關羽的演員亦有不少，例如有（依年份）：
- 1956年《關公月下釋貂蟬》、1957年《關公千里送嫂》（麗星影片公司電影）：由關德興飾演
- 1957年《關公守華容 劉備過江招親》（寶華影業公司電影）：由靚華亨飾演
- 1968年《桃園三結義》（國益影業公司），由丁強飾演。
- 1969年《武聖關公》：由楊群飾演
- 1974年《武聖關公》（中視電視劇）：由郎雄飾演
- 1976年《三國春秋》（麗的電視本港台電視劇集）：由劉志榮飾演
- 1976年《戰神》（別名：《關公大戰外星人》）（陳洪民執導電影）
- 1984年《關公保嫂過五關》（華視台語午間電視劇）：由李隆華飾演
- 1985年《諸葛亮》（中國湖北電視劇）：由郑军飾演
- 1985年《諸葛亮》（香港電視劇）：由郑雷飾演
- 1989年《三国志：关公》（杨吉友執導電視劇）：由侯少奎飾演
- 1992年《醫神華佗》（無綫電視翡翠台電視劇集）：由尹揚明飾演
- 1992年《鹿鼎記》（王晶執導電影)）：由吳孟達飾演 海公公扮關羽剌殺 鰲拜
- 1993年《關公》（別名：《關公傳奇》）（太原电视台電視劇）、2002年《貂蝉》（深圳電視臺電視劇）：由张山飾演
- 1994年《三國演義》（中國中央電視台電視劇集）：由陆树铭飾演
- 1996年《关公》（中華電視公司電視劇）：由陈俊生（青年）、勾峰（中年）飾演
- 1996年《诸葛孔明》（電影）：由马泉来飾演
- 1998年《超時空要愛》（黎大煒執導電影）：由王衛國飾演
- 1999年《一代枭雄曹操》（柯俊雄執導電影）：由马泉来飾演
- 1999年《曹操》（中國中央電視臺電視劇）、2001年《呂布與貂蟬》（陳凱歌執導電視劇）：由楊凡飾演
- 2000年《江湖告急》（林超賢執導電影）：由黃秋生飾演
- 2001年《關公》（電視劇）：由李田野（青年）、王英權（中年）飾演
- 2002年《武圣关公出解梁》（電視劇）：由陳思成飾演
- 2004年《武聖關公》（电视剧）：由王英權飾演
- 2008年《見龍卸甲》（李仁港執導電影）：由狄龍飾演
- 2008年《赤壁》（吳宇森執導電影）：由巴森飾演
- 2009年《終極三國》（八大電視電視劇）：由胡宇崴飾演
- 2010年《越光寶盒》（劉鎮偉執導電影）：由方力申飾演
- 2010年《三國》（中國大陸電視劇）：由于榮光飾演
- 2011年《關雲長》（麥兆輝、莊文強執導電影）：由甄子丹飾演
- 2012年《回到三國》（無綫電視翡翠台電視劇集）：由歐瑞偉飾演
- 2012年《铜雀台》（赵林山执导电影），由成宗焕饰演
- 2014年《曹操》（胡玫执导电视剧），由张益群饰演
- 2015年《半为苍生半美人》（梁辛全执导电视剧），由于彦凯饰演
- 2016年《武神赵子龙》（國建勇执导电视剧），由李田野饰演
- 2017年《終極三國》（優酷網路劇）：由SpeXial-子閎飾演
- 2020年《新解釋·三國志》（福田雄一執導電影）：由橋本哲飾演
- 2021年《真·三國無雙》 （周顯揚執導電影）：由韓庚饰演
- 2021年《青龍偃月刀》（代藝霖、陳思銘執導網路電影），由陸樹銘飾演
- 2022年《大話三國之三國志霸道》（亞洲心動娛樂手機網路劇）：由傷心強尼飾演
- 2023年《大話三國2之三國志霸道》（亞洲心動娛樂手機網路劇）：由傷心強尼飾演

#### 漫畫
在三國漫畫中，關羽被刻畫成是繼呂布之後的天下第一猛將，與張飛各自擁有萬夫莫敵的實力。而且在諸多的三國漫畫的劇情中，經常可以看見關羽獨戰呂布的場面，如：王欣太的《蒼天航路》、陳某的《火鳳燎原》、池上遼一的《超三國志霸》、本宮宏志的《吞食天地》等，也許是在人們的心目中認為關羽是武聖，而呂布是戰神的原因，所以才把這兩人設定為死敵。

#### 動畫
- 《三國志》
- 《三國演義》
- 《橫山光輝三國志》（橫山光輝）
- 《蒼天航路》（王欣太）
- 《幻想三國誌 -天元靈心記-》

### 傳說俚語
在關羽家鄉解縣，傳說關羽本名馮賢，生在有文化教養的農家，青少年時期在家習文練武兼作農事，娶胡氏為妻，更在光和元年五月十三（178年6月16日）生了關平。大約在關羽24歲時，即183年，因斬殺惡豪呂熊而逃離家鄉至幽州涿郡，並改姓為關。
於明朝時，仍有關羽有一子關索一說，但關羽不認他，最後成為蜀漢一員將領，不過學者一般認為關索只是傳說，歷史上并沒有關索此人。
在陶弘景《古今刀劍錄》一書中，曾記載關羽當時為劉備重任，不惜親自採都山的鐵，鑄成二刀，銘為萬人。後來關羽兵敗，將二刀投入水中。
明朝小說《三國演義》中，將關羽所使用的武器設定為青龍偃月刀，然根據文獻記載及出土文物中，偃月刀係在宋朝才開始出現，但因《三國演義》廣為流傳，後世也將青龍偃月刀稱為「關刀」。因關羽善使關刀，故俚語以「關公面前耍大刀」來稱在專家面前賣弄本事、不自量力的意思。
因為《三國演義》故事家喻戶曉，所以產生不少與關羽有關的歇後語，如關羽過江赴會、單騎千里、義薄雲天、威震华夏、喝酒看不出來臉紅、华容道放曹操一念舊情等。
又因關公鬍子漂亮，因此有外號「美髯公」之稱。

### 武器和坐騎
南梁（此时南北朝，距离关羽生活年代約300年）陶弘景《古今刀剑录》记载：“关羽为先主所重，不惜身命，自采武都山铁为二刀，铭曰在万人。及羽败，惜刀，投于水。此记载较为可信，历史上的关羽很可能用的是两把环首刀。

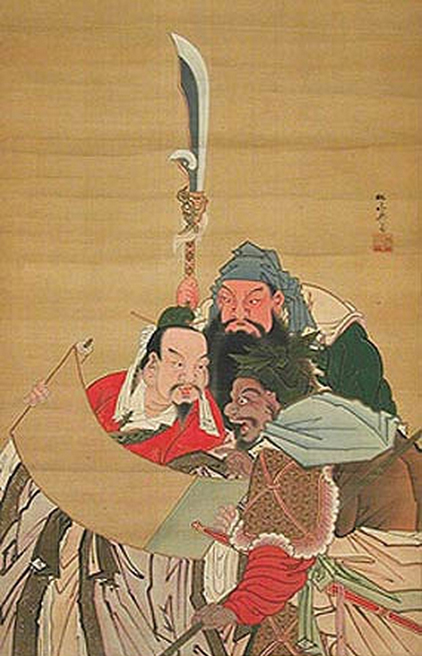
近代日本浮世繪師櫻井雪館(1715-1790)所繪《桃園三結義圖》

正史上并未记载关羽使用的武器，受《三国演义》等的影响，现代关羽的形象一般使用偃月刀（青龙偃月刀），不过考古学上并无汉晋时期使用此类武器的证据。正史上也没有對于关羽坐骑战马的特别记载，不过《三国演义》讲述了曹操将原為吕布骑乘的赤兔马转送于关羽的故事，深入民心。据小说家言，赤兔马在关羽成仁之后绝食而死，故今日祭祀關羽的廟宇或大堂等，常會有一尊赤兔馬的雕塑像。戏曲剧目中，亦会为关羽安排服侍赤兔马的一位马童:18。

### 遊戲
三国无双是1997年在PS平台上出现了一款对战游戏，直到2000年，光荣在PS2借用新平台制作了第一部真三国无双。这种独特的游戏方式可以让玩家体会到一骑当千的感觉，在游戏界一亮，受到玩家欢迎。无双系列除了它独特的游戏方式以外，它的人设也是颇为出色的。主要受到《蒼天航路》這部漫画所影响。相同的是，和吕布争锋的不是赵云，而是关羽。二人也被设定为死敌。另外在吞食天地II 赤壁之戰、三國戰紀作為主要角色也很受歡迎。
- 《三国杀》

## 對關羽的神化和信仰

### 历代崇奉
关羽自唐代起被佛教天台宗开始奉为神明，进行私人祭祀。天台宗创始人智𫖮（538年—597年）隋朝时创建了位于湖北当阳县西约30里的玉泉寺，靠近关羽的殒命之地。寺内设有供奉关羽的“显烈庙”，尊其为护法伽蓝神。《重修玉泉寺关庙记》记载智𫖮曾遇见自称关羽的神灵，并受赠土地建寺，关羽神灵被认为能掌控国家兴衰和影响农作物丰歉。
755年安史之乱后，唐朝国力衰退。760年，唐肃宗封太公望为武成王，提升太公庙为武成王庙，与文宣王孔庙同等，配享十位古今名将（孙武、吴起、田穰苴、乐毅、白起、韩信、张良、诸葛亮、李靖、李勣）。782年，关羽被列为六十四位名将之一，以蜀前将军和汉寿亭侯的身份开始享有国家祭祀，但这一祭祀到786年便中止，仅持续五年。此外，武庙还供奉其他三国武将（诸葛亮、张辽、邓艾、张飞、周瑜、吕蒙、陆逊、陆抗、羊祜和杜预），关羽此时并未受到特殊的信仰。
进入宋代，关羽的地位逐步提升。970年，赵匡胤表彰二十三位古今忠臣义士，关羽名列其中，为其坟墓设立守墓人进行祭祀。1013年，朝廷出资修缮玉泉寺的显烈庙。祭祀逐步变为官方活动。宋仁宗时期，关羽再次成为武成庙的从祀。1096年，宋哲宗赐玉泉寺“显烈”匾额。北宋末年，战事增多，徽宗先后封关羽为“忠惠公”和“武安王”，寄托对抗北方民族入侵的期望。这些封号仪式多在显烈庙举行，使其成为官方祈愿所。靖康之变后，南宋继续加封关羽为“壮缪义勇王”等，但南宋也封诸葛亮为“威烈武灵仁济王”，关羽并非唯一的国家守护神。
北宋作为五代的继承者，平定了长江流域的十国，实现了中国的统一。为彰显正统性，北宋将曹魏视为正统，司马光在《资治通鉴》中质疑蜀汉的正统地位。南宋朱熹对此激烈反对，认为诸葛亮是三代以来唯一楷模。朱子学在南宋受到重视，民众和文人普遍支持蜀汉，诸葛亮北伐理想成为南宋的英雄象征，关羽信仰也在此背景下扩展。
宋朝军事力量相对较弱，主要依赖发达的商业来抵抗北方侵略。在财政中，盐税占据了重要地位。晋商凭借山西的地理优势和良好的商业环境，成为盐业的主要参与者。关羽本身是山西人，且其故乡解县是当时最大的盐产地，因此晋商将其尊奉为守护神。随着晋商势力和地位的提升，关羽的信仰也得到了相应的扩展。
元朝灭南宋后，盐税在税收中占据八成。元代以盐税和东西方贸易为经济基础，这为邻近都城大都（今北京）的晋商提供了商机。晋商在元代势力进一步壮大，关帝信仰随之盛行。他们在各地经商时修建关帝庙，并设立表演戏曲的舞台。老百姓通过戏曲接触到关帝信仰，并逐渐普及开来。元代曾一度废止科举取士，许多汉族士人成为元曲创作者。元末明初，长江流域的出版商大量印刷并普及据称由罗贯中整理的《三国志通俗演义》。
明太祖朱元璋废除武成庙，认为身为臣子的封号属于僭上，剥夺了以孔子和太公望为代表的封号，关羽的封号恢复为“壮缪侯”。
在明代万历年间（1573—1620年），总理河道都御史潘季驯因关羽在治河中显灵，请求赐封。1582年，万历帝封关羽为“协天大帝”，1590年，加封为“协天护国忠义大帝”。1614年，再封为“三界伏魔大帝神威远镇天尊关圣帝君”，举行仪式极大地改变了关羽信仰在国家祭祀中的地位。万历帝为了祈求神明保佑军事胜利，积极推动关羽信仰。在迎击丰臣秀吉的朝鲜，万历帝下令在今首尔东大门外修建祭祀关羽的东庙（即东关王庙），在南大门外修建南庙（即关圣庙，朝鲜战争中焚毁）。明军将领要求朝鲜国王在五月十三日关羽生辰这天前往祭拜。
明代中叶以后，面对外患的情况下，晋商努力承担边境地区的军事物资供给，从而加强了与国家的联系，赢得了盐法改革带来的便利，得以进入中国经济最发达的扬州及长江流域，逐渐发展成为与徽商并列的两大商人势力之一，关帝信仰也随之扩大。
从元朝开始，关羽的封号逐渐加上“真君”“帝君”“圣”等神祇的名号，直到清朝光绪时最后追封的称号为“忠义神武灵佑仁勇威显护国保民精诚绥靖翊赞宣德关圣大帝”，开始大规模塑像建庙供奉。民間祭祀中，關羽為武財神，有別於文財神趙公明。據此而有《關聖帝君覺世真經》。官府推其忠，百姓崇其义。關羽作為勸忠勸善的神明，各朝皇帝多半敬奉非常，其「侯而王，王而帝，帝而聖，聖而天」的過程請參考下表：
| 朝代 | 君主   | 年號         | 時間   | 封號 |
| ---- | ------ | ------------ | ------ | --- |
| 蜀汉 | 後主   | 景耀三年     | 260年  | 壯繆侯 |
| 北宋 | 徽宗   | 崇寧元年     | 1102年 | 忠惠公 |
| 北宋 | 徽宗   | 崇寧三年     | 1104年 | 崇寧至道真君 |
| 北宋 | 徽宗   | 大觀二年     | 1107年 | 武安王 |
| 北宋 | 徽宗   | 大觀二年     | 1107年 | 昭烈武安王 |
| 北宋 | 徽宗   | 宣和五年     | 1123年 | 義勇武安王 |
| 南宋 | 高宗   | 建炎二年     | 1128年 | 壯繆義勇武安王 |
| 南宋 | 孝宗   | 淳熙十四年   | 1187年 | 壯繆義勇武安英濟王 |
| 元   | 泰定帝 | 天曆元年     | 1328年 | 顯靈義勇武安英濟王 |
| 元   | 文宗   | 至顺二年     | 1331年 | 齊天護國大將軍、檢校尚書、守管淮南節度使 兼山東、河北四門關招討使 兼提調諸宮神、無分地處檢校官、中書門下平章政事 開府儀同三司、駕前都統軍、無佞侯 壯穆義勇武安英濟王、護國崇寧真君 |
| 明   | 太祖   | 洪武二十七年 | 1394年 | 恢復關羽原“前將軍壽亭侯”（之“漢”字久缺）頒旨列入祀典 |
| 明   | 神宗   | 萬曆六年     | 1578年 | 協天護國忠義大帝 |
| 明   | 神宗   | 萬曆四十二年 | 1613年 | 三界伏魔大帝神威遠鎮天尊關聖帝君 |
| 明   | 崇祯帝 | 崇禎三年     | 1630年 | 真元顯應昭明翼漢天尊 |
| 清   | 世祖   | 順治九年     | 1652年 | 忠義神武關聖大帝 |
| 清   | 世宗   | 雍正三年     | 1725年 | 追封三代祖先為公爵：曾祖光昭公、祖裕昌公、父成忠公 |
| 清   | 世宗   | 雍正三年     | 1725年 | 頒令全國啓建武廟、併入祀典，文武百官、各省縣百姓按祭孔之太牢祭儀、春秋兩祀 此為關羽列入國家祭祀主神之始                                                                            |
| 清   | 高宗   | 乾隆元年     | 1736年 | 山西關夫子 |
| 清   | 高宗   | 乾隆三十三年 | 1769年 | 加封「靈佑」二字 |
| 清   | 仁宗   | 嘉慶十九年   | 1814年 | 加封「仁勇」二字 |
| 清   | 宣宗   | 道光八年     | 1828年 | 加封「威顯」二字 |
| 清   | 文宗   | 咸豐二年     | 1852年 | 加封「護國」二字 |
| 清   | 文宗   | 咸豐三年     | 1853年 | 加封「保民」二字 |
| 清   | 文宗   | 咸豐三年     | 1853年 | 升入中祀 |
| 清   | 文宗   | 咸豐五年     | 1855年 | 追封三代祖先為王爵：曾祖光昭王、祖裕昌王、父成忠王 |
| 清   | 文宗   | 咸豐六年     | 1856年 | 加封「精誠」二字 |
| 清   | 文宗   | 咸豐七年     | 1857年 | 加封「綏靖」二字 |
| 清   | 文宗   | 咸豐七年     | 1857年 | 神牌由“關聖大帝”改為“關聖帝君” |
| 清   | 穆宗   | 同治九年     | 1870年 | 加封「翊贊」二字 |
| 清   | 德宗   | 光緒五年     | 1879年 | 加封「宣德」二字 |

元文宗至顺二年（1331年）敕封的官職最多，其次为清德宗光緒帝的「忠義神武靈佑仁勇威顯護國保民精誠綏靖翊贊宣德關聖帝君」封號，共26個字，採用了眾多美好的文詞。

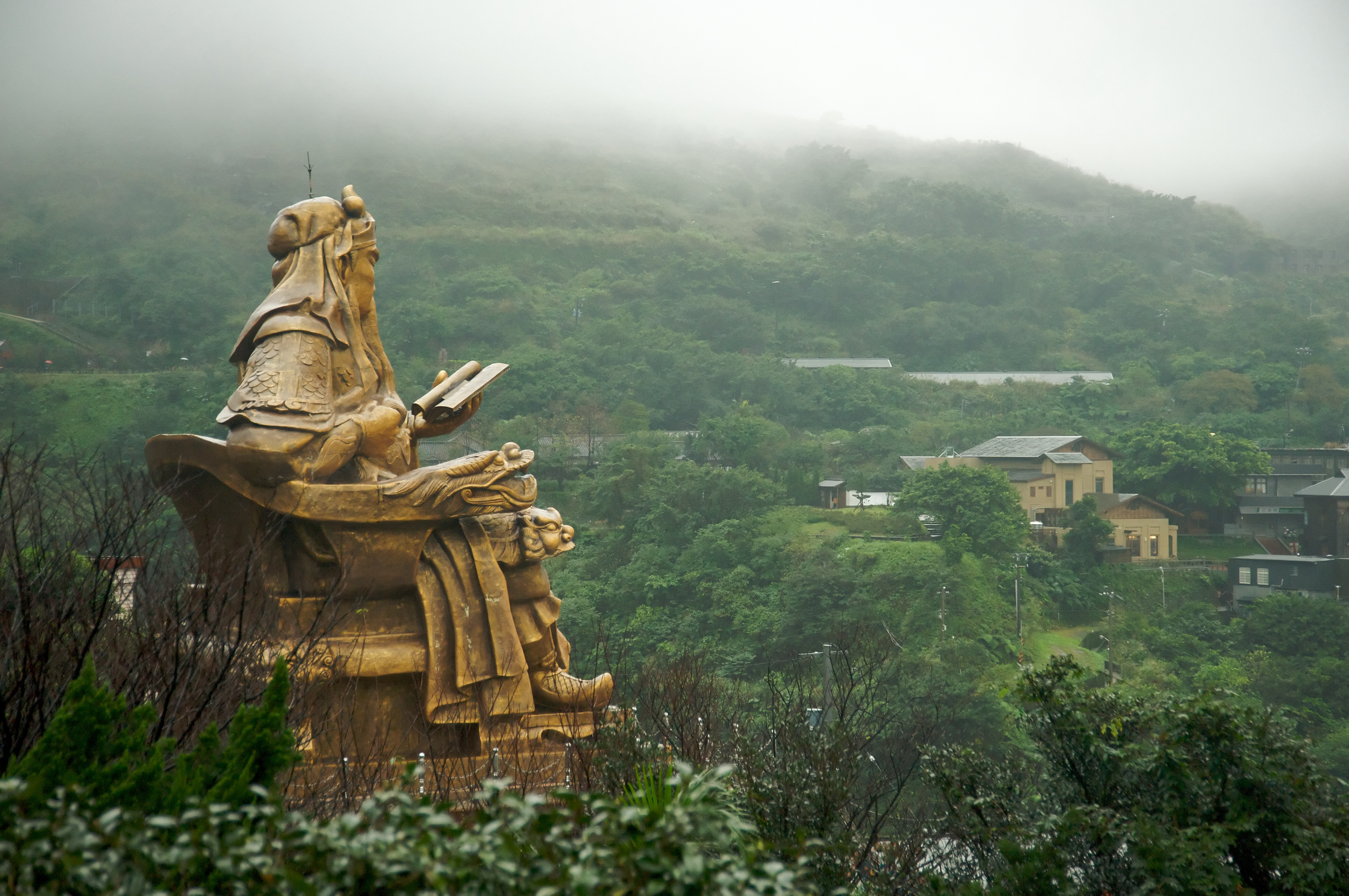
金瓜石劝济堂关羽铜像

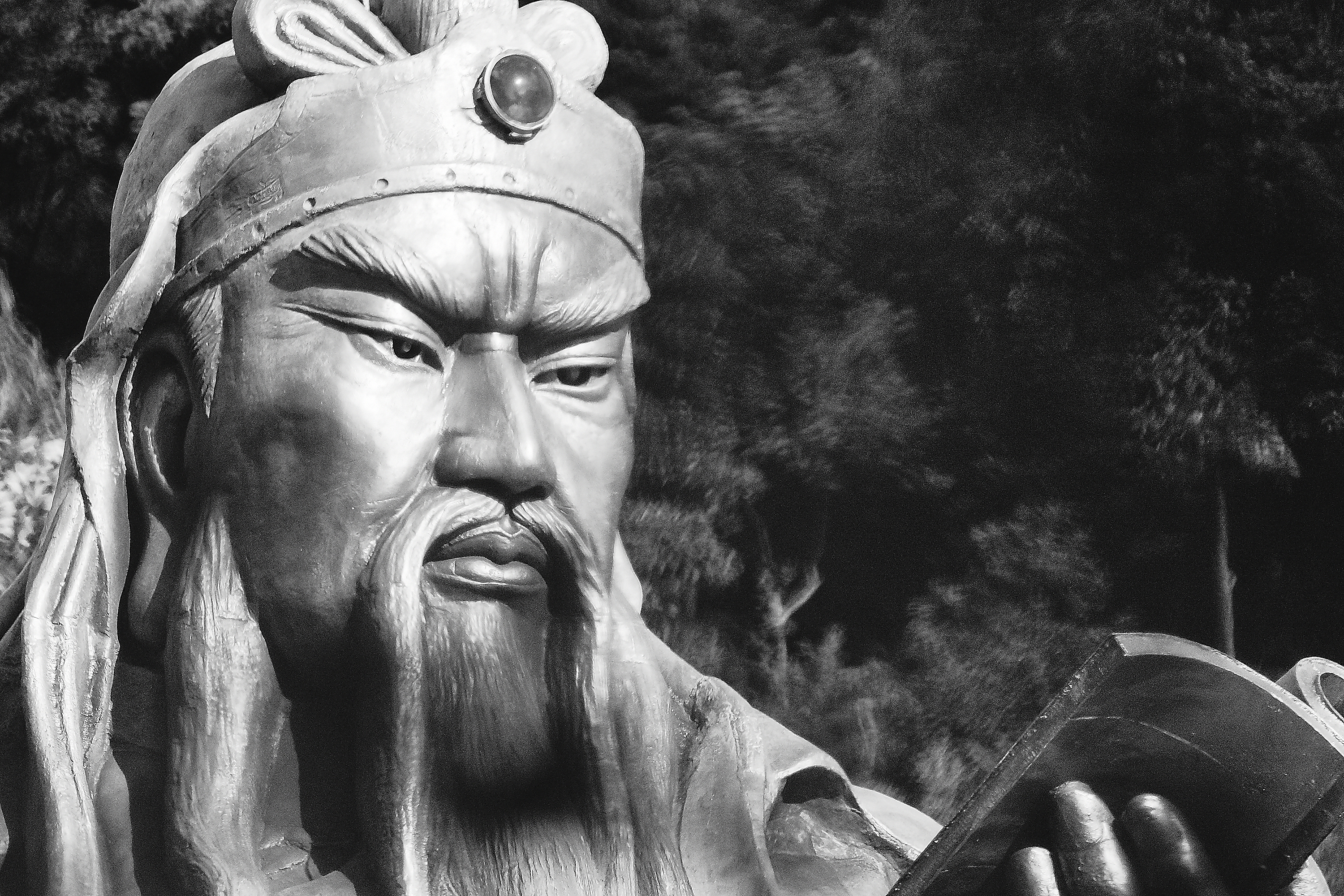
金瓜石的關聖帝君，為手捧春秋文相坐姿於廟頂

關羽的祠廟遍佈各地，為最多祠廟的中國神明之一。唐初開始便有武廟，但主祀的是輔佐武王克殷的周朝宰相姜子牙，而關羽則為從祀之神。如平日出征，則祭拜佛教四大天王中掌管北方的毘沙門天王，並繪製毘沙門天王旗，以保佑戰爭勝利。
關帝信仰，可能肇始於宋代，完成於明代。關羽信仰由來已久，至宋朝更趨昌盛，至遲宋朝末年，民間供奉關羽的廟宇已經「郡國州縣、鄉邑間井皆有」，宋朝皇帝也多追封關羽為王。元代朝廷雖崇信藏傳佛教，但未箝制民間信仰，因此民間對關羽的崇信有增無減，元朝皇帝且曾遣使致祭。明代不立武廟，然而明太祖朱元璋嘗以「漢壽亭侯關羽廟」列為京師金陵祀典之一，之後明朝歷任皇帝不斷追封關羽，關羽漸漸成為明朝「所最崇奉」。明朝尊奉關羽，甚至要求藩屬朝鮮官方修建「關王廟」。隨著明朝追封關羽為帝，明朝人對關羽的尊稱也由「關王」漸漸升格為「關帝」，沿襲至今。

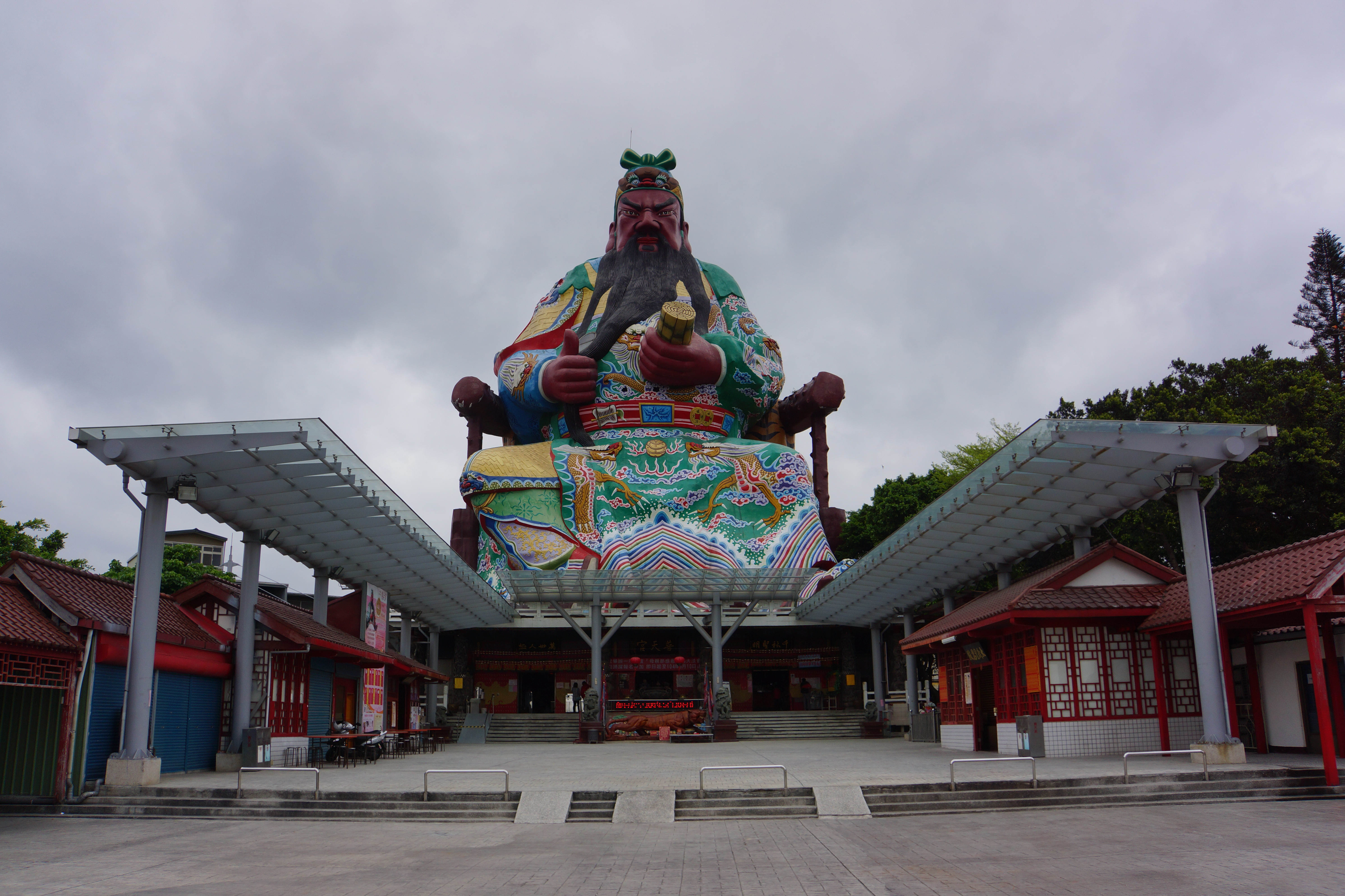
新竹市古奇峰育樂園普天宮的高36公尺巨型關聖帝君神像

明清以降，供奉關羽的廟宇不僅遍佈漢地，且延伸至蒙古、西藏。而朝鮮、越南、日本、琉球亦有供奉關帝的廟宇。
佛教也視關羽為護法神，漢地佛教尊奉為伽藍菩薩，源於隋代創建天台宗的智者大師。後來藏傳佛教亦尊關羽為護法神。民间宗教中也有尊关帝为主神的，如神武灵拳。隨著關羽地位變得顯赫，關羽更被尊稱為「武王」、「武聖人」，與孔子並肩而立，合稱「文武二聖」。也正因為關羽如此顯赫，除了軍人、武師奉他為行業神崇拜外，就連商業、煙業、描金業、香燭業、教育業、命相家等等不相干的行業也推崇關羽，所以也信奉他為財神、五文昌。在香港，香港警察和香港黑幫等黑白兩道都有信奉關羽的習俗。如香港警察在1930年代起有供奉關帝的習慣，以祈求關帝庇佑。而香港黑幫在接收新會員的入會儀式時，亦會有關帝象坐鎮。
藏傳佛教也逐漸將關羽視為護法神，尤其是噶瑪噶舉派的大寶法王。

### 引用
1. ↑   卷六十八.   [2022-02-21]. （原始内容存档于2007-05-16）. 十二月，璋司马马忠获羽及其子平于章乡，斩之，遂定荆州。
2. ↑   吴书二.   [2022-02-21]. （原始内容存档于2022-03-10）. 十二月，璋司马马忠获羽及其子平、都督赵累等于章乡，遂定荆州。
3. ↑  《三國志‧魏書‧程昱傳》：“关羽、张飞皆万人敌也。”
4. ↑  田福生著《关羽传》（中国文史出版社 2007年出版 ISBN 978-7-5034-2022-1）第二章 关羽的家教及青少年时期 第四节 关羽出身 生辰之辨
5. ↑  《三国志·蜀书六》：关羽字云长，本字长生，河东解人也。亡命奔涿郡。
6. ↑  《三国志·蜀书二》：中山大商张世平、苏双等赀累千金，贩马周旋于涿郡，见而异之，乃多与之金财。先主由是得用合徒众。
7. ↑  《三国志·蜀书六》：先主于乡里合徒众，而羽与张飞为之御侮。
8. ↑  《华阳国志·卷六·刘先主志》：（刘备）长七尺五寸，垂臂下膝，顾自见耳。能下人，喜怒不形于色。善交结豪侠，年少争附之。中山大商张世平、苏双等见而奇之，多与之金，先主由是得合徒众。河东关羽云长、同郡张飞益德，并以壮烈为御侮。
9. ↑  《三国志·蜀书二》：往奔中郎将公孙瓒，瓒表为别部司马，使与青州刺史田楷以拒冀州牧袁绍。数有战功，试守平原令，后领平原相。
10. ↑  《三国志·蜀书六》：先主为平原相，以羽、飞为别部司马，分统部曲。
11. ↑  《三国志·蜀书六》：先主与二人寝则同床，恩若兄弟。而稠人广坐，侍立终日，随先主周旋，不避艰险。
12. ↑  《华阳国志·卷六·刘先主志》：先主与二子寝则同床，食则共器，恩若弟兄，然于稠人广众中侍立终日
13. ↑  《三国志·蜀书二》：曹公征徐州，徐州牧陶谦遣使告急于田楷，楷与先主俱救之。……既到，谦以丹杨兵四千益先主，先主遂去楷归谦。谦表先主为豫州刺史，屯小沛。
14. ↑  《三国志·蜀书二》：谦死，竺率州人迎先主……先主遂领徐州。
15. ↑  《三国志·蜀书二》：袁术来攻先主，先主拒之于盱眙、淮阴。
16. ↑  《三国志·蜀书二》：先主与术相持经月，吕布乘虚袭下邳。下邳守将曹豹反，间迎布。布虏先主妻子，先主转军海西。……先主求和于吕布，布还其妻子。先主遣关羽守下邳。
17. ↑  《三国志·蜀书六》：先主之袭杀徐州刺史车胄，使羽守下邳城，行太守事
18. ↑  《三国志》裴注：《魏书》云：以羽领徐州。
19. ↑  《华阳国志·卷六·刘先主志》：先主遂杀徐州刺史车胄以叛，留关羽行下邳太守事，身还小沛。
20. ↑  《三国志·蜀书二》：先主走青州。青州刺史袁谭，先主故茂才也，将步骑迎先主。先主随谭到平原，谭驰使白绍。绍遣将道路奉迎，身去邺二百里，与先主相见。
21. ↑  《三国志·蜀书六》：建安五年，曹公东征，先主奔袁绍。曹公禽羽以归，拜为偏将军，礼之甚厚。
22. ↑  張作耀. . 北京: 人民出版社. 2004年5月.
23. ↑  《三国志·蜀书六》：初，曹公壮羽为人，而察其心神无久留之意，谓张辽曰：“卿试以情问之。”既而辽以问羽，羽叹曰：“吾极知曹公待我厚，然吾受刘将军厚恩，誓以共死，不可背之。吾终不留，吾要当立效以报曹公乃去。”辽以羽言报曹公，曹公义之。
24. ↑  《三国志·魏书一》：二月，绍遣郭图、淳于琼、颜良攻东郡太守刘延于白马，绍引兵至黎阳，将渡河。
25. ↑  《三国志·魏书一》：荀攸说公曰：“今兵少不敌，分其势乃可。公到延津，若将渡兵向其后者，绍必西应之，然后轻兵袭白马，掩其不备，颜良可禽也。”
26. ↑  《三国志·蜀书六》：绍遣大将（军）颜良攻东郡太守刘延于白马，曹公使张辽及羽为先锋击之。
27. ↑  《三国志·魏书一》：公乃引军兼行趣白马，未至十余里，良大惊，来逆战。使张辽、关羽前登，击破，斩良。遂解白马围
28. ↑  《三国志·蜀书六》：羽望见良麾盖，策马刺良于万众之中，斩其首还，绍诸将莫能当者，遂解白马围。曹公即表封羽为汉寿亭侯。
29. ↑  《三国志·蜀书二》：曹公遣曹仁将兵击先主，先主还绍军，阴欲离绍，乃说绍南连荆州牧刘表。绍遣先主将本兵复至汝南，与贼龚都等合，众数千人。曹公遣蔡阳击之，为先主所杀。
30. ↑  《三国志·蜀书二》：驻月余日，所失亡士卒稍稍来集。曹公与袁绍相拒于官渡，汝南黄巾刘辟等叛曹公应绍。绍遣先主将兵与辟等略许下。关羽亡归先主。
31. ↑  《三国志·蜀书六》：及羽杀颜良，曹公知其必去，重加赏赐。羽尽封其所赐，拜书告辞，而奔先主于袁军。
32. ↑  《三国志·蜀书六》：左右欲追之，曹公曰：“彼各为其主，勿追也。”
33. ↑  《三国志·蜀书六》：从先主就刘表。
34. ↑  《三国志·蜀书二》：曹公既破绍，自南击先主。先主遣麋竺、孙乾与刘表相闻，表自郊迎，以上宾礼待之，益其兵，使屯新野。
35. ↑  《华阳国志·卷六·刘先主志》：（先主）与亮情好日密，自以为犹鱼得水也。
36. ↑  《三国志·蜀书五》：（先主）于是与亮情好日密。关羽、张飞等不悦，先主解之曰：“孤之有孔明，犹鱼之有水也。愿诸君勿复言。”羽、飞乃止。
37. ↑  《三国志·吴书九》：其年九月，曹公入荆州，刘琮举众降，曹公得其水军，船步兵数十万，将士闻之皆恐。
38. ↑  《三国志·蜀书六》：先主自樊将南渡江，别遣羽乘船数百艘会江陵。
39. ↑  《华阳国志·卷六·刘先主志》：十三年，表卒，少子琮袭位。曹公南征，琮遣使请降。先主屯樊，不知曹公卒至；至宛，先主乃知，遂将其众去。比到当阳，众十余万人，车数千辆，日行十余里。别遣关羽乘船会江陵。
40. 1 2 3 4 5  饶胜文. . 北京联合出版公司. 2023-2. ISBN 9787559665256.
41. ↑  《三国志·蜀书二》：曹公以江陵有军实，恐先主据之，乃释辎重，轻军到襄阳。闻先主已过，曹公将精骑五千急迫之，一日一夜行三百余里，及于当阳之长坂。
42. ↑  《华阳国志·卷六·刘先主志》：（曹）公以江陵有军实，恐先主据之，乃释辎重，以轻骑五千追先主，一日一夜行三百里，及于当阳之长坂。
43. ↑  《三国志·吴书九》：权即遣肃行。到夏口，闻曹公已向荆州，晨夜兼道。（此）〔比〕至南郡，而表子琮已降曹公，备惶遽奔走，欲南渡江。肃径迎之，到当阳长阪，与备会，宣腾权旨，及陈江东强固，劝备与权并力。备甚欢悦。
44. ↑  《三国志·蜀书六》：曹公追至当阳长坂，先主斜趣汉津，适与羽船相值，共至夏口。
45. ↑  《资治通鉴》：备用肃计，进住鄂县之樊口
46. ↑  《三国志·吴书九》：时刘备为曹公所破，欲引南渡江，与鲁肃遇于当阳，遂共图计，因进住夏口，遣诸葛亮诣权。
47. ↑  《三国志·吴书九》：备遂到夏口，遣亮使权，肃亦反命。
48. ↑  《华阳国志·卷六·刘先主志》：（孙权）即遣周瑜、程普水军三万助先主拒曹公，大破公军于赤壁，焚其舫舟。公引军北归。
49. ↑  《三国志·蜀书六》：孙权遣兵佐先主拒曹公，曹公引军退归。
50. ↑  《三国志·吴书二》：瑜、普为左右督，各领万人，与备俱进，遇于赤壁，大破曹公军。公烧其余船引退，士卒饥疫，死者大半。备、瑜等复追至南郡，曹公遂北还，留曹仁、徐晃于江陵，使乐进守襄阳。
51. ↑  《三国志·吴书九》：权遂遣瑜及程普等与备并力逆曹公，遇于赤壁。时曹公军众已有疾病，初一交战，公军败退，引次江北。瑜等在南岸。... ... （黄盖）乃取蒙冲斗舰数十艘，实以薪草，膏油灌其中，裹以帷幕，上建牙旗，先书报曹公，欺以欲降。又豫备走舸，各系大船后，因引次俱前。曹公军吏士皆延颈观望，指言盖降。盖放诸船，同时发火。时风盛猛，悉延烧岸上营落。顷之，烟炎张天，人马烧溺死者甚众，军遂败退，还保南郡。备与瑜等复共追。曹公留曹仁等守江陵城，径自北归。
52. ↑  《三国志·吴书九》：瑜与程普又进南郡，与仁相对，各隔大江。兵未交锋，瑜即遣甘宁前据夷陵。仁分兵骑别攻围宁。宁告急于瑜。瑜用吕蒙计，留淩统以守其后，身与蒙上救宁。宁围既解，乃渡屯北岸，克期大战。
53. ↑  《吴书·周瑜传》注引《吴录》载：“备谓瑜云： ‘仁守江陵城，城中粮多，足为疾害。使张益德将千人随卿，卿分二千人追我，相为从夏水入截仁后。仁闻吾入，必走。’瑜以二千人益之。 ”
54. ↑  《魏书·李通传》载：“刘备与周瑜围曹仁于江陵，别遣关羽绝北道。"
55. ↑  《魏书·徐晃传》提到“与满宠讨关羽于汉津，与曹仁击周瑜于江陵”
56. ↑  《华阳国志·卷六·刘先主志》：先主以刘表长子江夏太守琦为荆州刺史。先主南平四郡，武陵太守金旋、长沙太守韩玄、桂阳太守赵范、零陵太守刘度皆降。庐江雷绪率部曲数万口稽颡。琦病死，先主领荆州牧，治公安。
57. ↑  《三国志·吴书九》：瑜还江陵，为行装，而道于巴丘病卒，时年三十六。
58. ↑  《三国志·蜀书二》：先主至京见权，绸缪恩纪。权遣使云欲共取蜀，或以为宜报听许，吴终不能越荆有蜀，蜀地可为己有。荆州主簿殷观进曰：“若为吴先驱，进未能克蜀，退为吴所乘，即事去矣。今但可然赞其伐蜀，而自说新据诸郡，未可兴动，吴必不敢越我而独取蜀。如此进退之计，可以收吴、蜀之利。”先主从之，权果辍计。迁观为别驾从事。孙权曾计划与刘备联合攻取益州，派使者通知刘备，但刘备有意独自行动，拒绝了提议。孙权于是派孙瑜率水军驻扎夏口。刘备阻止其军队前进，安排关羽驻守江陵，张飞驻守秭归，诸葛亮占据南郡，自己则驻扎孱陵。孙权了解刘备的意图后，召回了孙瑜。
59. ↑  《三国志·吴书九》：后备诣京见权，求都督荆州，惟肃劝权借之，共拒曹公。曹公闻权以土地业备，方作书，落笔于地。注引《汉晋春秋》曰：吕范劝留备，肃曰：“不可。将军虽神武命世，然曹公威力实重，初临荆州，恩信未洽，宜以借备，使抚安之。多操之敌，而自为树党，计之上也。”权即从之。
60. ↑  《三国志·蜀书六》：以羽为襄阳太守、荡寇将军，驻江北。
61. ↑  《三国志·蜀书二》：十六年，益州牧刘璋遥闻曹公将遣钟繇等向汉中讨张鲁，内怀恐惧。... ...（刘璋）遣法正将四千人迎先主，前后赂遗以巨亿计。
62. ↑  《三国志·蜀书二》：先主留诸葛亮、关羽等据荆州，将步卒数万人入益州。
63. ↑  《三国志·蜀书二》：明年，曹公征孙权，权呼先主自救。先主遣使告璋曰：“曹公征吴，吴忧危急。孙氏与孤本为唇齿，又乐进在青泥与关羽相拒，今不往救羽，进必大克，转侵州界，其忧有甚于鲁。鲁自守之贼，不足虑也。”乃从璋求万兵及资（宝）〔实〕，欲以东行。
64. ↑  《三国志·魏书十七》：（乐进）后从平荆州，留屯襄阳，击关羽、苏非等，皆走之
65. ↑  《三国志·魏书十八》：（文聘）与乐进讨关羽于寻口，有功，进封延寿亭侯，加讨逆将军。又攻羽重辎于汉津，烧其船于荆城。
66. ↑  《三国志·蜀书六》：先主西定益州，拜羽董督荆州事。
67. ↑  《三国志·蜀书二》：诸葛亮、张飞、赵云等将兵溯流定白帝、江州、江阳，惟关羽留镇荆州。
68. ↑  《三国志·蜀书六》：（马超）闻先主围刘璋于成都，密书请降。注引《典略》：超遂从武都逃入氐中，转奔往蜀。是岁建安十九年也。
69. ↑  《三国志·蜀书六》：羽闻马超来降，旧非故人，羽书与诸葛亮，问超人才可谁比类。亮知羽护前，乃答之曰：“孟起兼资文武，雄烈过人，一世之杰，黥、彭之徒，当与益德并驱争先，犹未及髯之绝伦逸群也。”羽美须髯，故亮谓之髯。羽省书大悦，以示宾客。
70. ↑  《华阳国志·卷六·刘先主志》：初，羽闻马超来降，素非知故，书与诸葛亮问其人材。亮知羽忌前，答曰：“孟起，黥、彭之徒，一世之杰，当与益德并驱争先，犹不如髯之绝伦也。”羽省书忻悦，以示宾客。羽美鬓髭，故亮称云“髯”也。
71. ↑  《三国志·蜀书二》：进围成都数十日，璋出降。
72. ↑  《三国志·蜀书六》：益州既平，赐诸葛亮、法正、飞及关羽金各五百斤，银千斤，钱五千万，锦千匹，其余颁赐各有差
73. ↑  《三国志·蜀书二》：蜀中殷盛丰乐，先主置酒大飨士卒，取蜀城中金银分赐将士，还其谷帛。
74. ↑  《华阳国志·卷六·刘先主志》：建安十九年，先主克蜀。蜀中丰富盛乐，置酒大会，飨食三军。取蜀城中民金银颁赐将士，还其谷帛。赐诸葛亮、法正、关羽、张飞金五百斤、银千斤、钱五千万、锦段万匹，其余各有差。以亮为军师将军，署左将军府事，正扬武将军、蜀郡太守，关羽督荆州事，张飞为巴西太守，马超平西将军，不用许靖。法正说曰：“有获虚誉而无实者，靖也。然其浮名称播海内，人将谓公轻士。”乃以为长史。庞羲为司马，李严为犍为太守，费观为巴郡太守。征益州太守南郡董和为掌军中郎将，巴郡太守汉嘉王谋为别驾，广汉彭羕为治中。辟零陵刘巴为西曹掾，广汉长黄权为偏将军。
75. ↑  《三国志·吴书二》：权以备已得益州，令诸葛瑾从求荆州诸郡。备不许，曰：“吾方图凉州，凉州定，乃尽以荆州与吴耳。”权曰：“此假而不反，乃欲以虚辞引岁也。”
76. ↑  《三国志·蜀书二》：须得凉州，当以荆州相与
77. ↑  《华阳国志·卷六·刘先主志》：二十年，孙权使报先主，欲得荆州。先主报曰：“吾方图凉州，凉州定，以荆州相与。”
78. ↑  《三国志·吴书二》：遂置南三郡长吏，关羽尽逐之。
79. ↑  《三国志·吴书·鲁肃传》：备既定益州，权求长沙、零、桂，备不承旨，权遣吕蒙率众进取。备闻，自还公安，遣羽争三郡。肃住益阳，与羽相拒。
80. ↑  《三国志·吴书·吕蒙传》：权时住陆口，使肃〔将〕万人屯益阳拒羽
81. ↑  《三国志·吴书二》：权大怒，乃遣吕蒙督鲜于丹、徐忠、孙规等兵二万取长沙、零陵、桂阳三郡，使鲁肃以万人屯巴丘①以御关羽。权住陆口，为诸军节度。
82. ↑  《华阳国志·卷六·刘先主志》：孙权怒，遣吕蒙袭夺长沙、零陵、桂阳三郡。先主下公安，令关羽下益阳。
83. ↑  《三国志·吴书二》：会备到公安，使关羽将三万兵至益阳，权乃召蒙等使还助肃。
84. ↑  《三国志·吴书·甘宁传》：（甘宁）后随鲁肃镇益阳，拒关羽。羽号有三万人，自择选锐士五千人，投县上流十余里浅濑，云欲夜涉渡。肃与诸将议。宁时有三百兵，乃曰：“可复以五百人益吾，吾往对之，保羽闻吾欬唾，不敢涉水，涉水即是吾禽。”肃便选千兵益宁，宁乃夜往。羽闻之，住不渡，而结柴营，今遂名此处为关羽濑。
85. ↑  《三国志·吴书二》：蒙到，二郡皆服，惟零陵太守郝普未下。会备到公安，使关羽将三万兵至益阳，权乃召蒙等使还助肃。蒙使人诱普，普降，尽得三郡将守，因引军还，与孙皎、潘璋并鲁肃兵并进，拒羽于益阳。
86. ↑  《三国志·吴书·吕蒙传》：是时刘备令关羽镇守，专有荆土，权命蒙西取长沙、零、桂三郡。蒙移书二郡，望风归服，惟零陵太守郝普城守不降。而备自蜀亲至公安，遣羽争三郡。权时住陆口，使（普）〔鲁〕肃〔将〕万人屯益阳拒羽，而飞书召蒙，使舍零陵，急还助肃。
87. ↑  《三国志·吴书·鲁肃传》：肃邀羽相见，各驻兵马百步上，但诸将军单刀俱会。肃因责数羽曰：“国家区区本以土地借卿家者，卿家军败远来，无以为资故也。今已得益州，既无奉还之意，但求三郡，又不从命。”语未究竟，坐有一人曰：“夫土地者，惟德所在耳，何常之有！”肃厉声呵之，辞色甚切。羽操刀起谓曰：“此自国家事，是人何知！”目使之去。注引《吴书》曰：肃欲与〔羽〕会语，诸将疑恐有（不）〔变〕，议不可往。肃曰：“今日之事，宜相开（以有）〔譬。刘〕备负国，是非未决，羽亦何敢重欲干命！”乃（自）〔趋〕就羽。羽曰：“乌林之役，左将军身在行间，寝不脱介，（自）〔戮〕力破魏，岂得徒劳，无一块壤，而足下来欲收地邪？”肃曰：“不然。始与豫州（觐）〔观〕于长阪，豫州之众不当一校，计穷虑极，志势摧弱，图欲远窜，望不及此。主上矜愍豫州之身，无有处所，不爱土地士人之力，使有所庇荫以济其患，而豫州私独饰情，愆德隳好。今已藉手于西州矣，又欲翦并荆州之土，斯盖凡夫所不忍行，而况整领人物之主乎？肃闻贪而弃义，必为祸阶。吾子属当重任，曾不能明道处分，以义辅时，而负恃弱众以图力争，师曲为老，将何获济？”羽无以答。
88. ↑  《三国志·吴书·鲁肃传》：备遂割湘水为界，于是罢军。
89. ↑  《三国志·吴书二》：未战，会曹公入汉中，备惧失益州，使使求和。权令诸葛瑾报，更寻盟好，遂分荆州长沙、江夏、桂阳以东属权，南郡、零陵、武陵以西属备。
90. ↑  《三国志·吴书·吕蒙传》：刘备请盟，权乃归普等，割湘水，以零陵还之。
91. ↑  《华阳国志·卷六·刘先主志》：会曹公入汉中，张鲁走巴西，黄权进曰：“若失汉中，则三巴不振，此割蜀人股臂也。”于是先主与吴连和，分荆州：江夏、长沙、桂阳东属；南郡、零陵、武陵西属。引军还江州。
92. ↑  《三国志·吴主传》：权令都尉徐详诣曹公请降，公报使修好，誓重结婚。
93. ↑  《太平御览·孙权》：权令都尉徐详诣曹公，报修好，暂重结婚。
94. ↑  《三国志·魏书十八·臧霸传》：霸从讨孙权於濡须口，与张辽为前锋，... ... 后权乞降，太祖还，留霸与夏侯惇等屯居巢。
95. ↑  《三国志·吴书·鲁肃传》：肃年四十六，建安二十二年卒。
96. ↑  《三国志·吴书八·严畯传》：及横江将军鲁肃卒，权以畯代肃，督兵万人，镇据陆口。众人咸为畯喜，畯前后固辞：“朴素书生，不闲军事，非才而据，咎悔必至。”发言慷慨，至于流涕，权乃听焉。世嘉其能以实让。
97. ↑  《三国志·吴书九·吕蒙传》：鲁肃卒，蒙西屯陆口，肃军人马万余尽以属蒙。又拜汉昌太守，食下隽、刘阳、汉昌、州陵。
98. ↑  《三国志·吴书九·吕蒙传》：与关羽分土接境，知羽骁雄，有并兼心，且居国上流，其势难久。
99. ↑  《三国志·吴书九·吕蒙传》：“今操远在河北，新破诸袁，抚集幽、冀，未暇东顾。徐土守兵，闻不足言，往自可克。然地势陆通，骁骑所骋，至尊今日得徐州，操后旬必来争，虽以七八万人守之，犹当怀忧。不如取羽，全据长江，形势益张。”
100. ↑  《三国志·吴书九·吕蒙传》初，鲁肃等以为曹公尚存，祸难始构，宜相辅协，与之同仇，不可失也，蒙乃密陈计策曰：“（今）征虏守南郡，潘璋住白帝，蒋钦将游兵万人，循江上下，应敌所在，蒙为国家前据襄阳，如此，何忧于操，何赖于羽？且羽君臣矜其诈力，所在反复，不可以腹心待也。今羽所以未便东向者，以至尊圣明，蒙等尚存也。今不于强壮时图之，一旦僵仆，欲复陈力，其可得邪？”
101. ↑  《三国志·吴书九·吕蒙传》：及蒙代肃，初至陆口，外倍修恩厚，与羽结好。
102. ↑  《华阳国志·卷六·刘先主志》：二十四年，先主定汉中，斩夏侯渊。张郃率吏民内徙。
103. ↑  《三国志·蜀书二》：夏，曹公果引军还，先主遂有汉中。遣刘封、孟达、李平等攻申耽于上庸。
104. ↑  《三国志·蜀书十·刘封传》：建安二十四年，命达从秭归北攻房陵，房陵太守蒯祺为达兵所害。达将进攻上庸，先主阴恐达难独任，乃遣封自汉中乘沔水下统达军，与达会上庸。上庸太守申耽举众降。
105. ↑  《后汉书·孝献帝纪》：秋七月庚子，刘备自称汉中王。
106. ↑  《资治通鉴》：秋，七月，刘备自称汉中王，设坛场于沔阳，陈兵列众，群臣陪位，读奏讫，乃拜受玺绶，御王冠。因驿拜章，上还所假左将军、宜城亭侯印绶。
107. ↑  《三国志·蜀书二·先主传》：秋，群下上先主为汉中王，表于汉帝曰：“平西将军都亭侯臣马超、左将军（领）长史〔领〕镇军将军臣许靖、营司马臣庞羲、议曹从事中郎军议中郎将臣射援、军师将军臣诸葛亮、荡寇将军汉寿亭侯臣关羽、征虏将军新亭侯臣张飞、征西将军臣黄忠、镇远将军臣赖恭、扬武将军臣法正、兴业将军臣李严等一百二十人上言曰：昔唐尧至圣而四凶在朝，周成仁贤而四国作难，高后称制而诸吕窃命，孝昭幼冲而上官逆谋，皆冯世宠，藉履国权，穷凶极乱，社稷几危。非大舜、周公、朱虚、博陆，则不能流放禽讨，安危定倾。伏惟陛下诞姿圣德，统理万邦，而遭厄运不造之艰。董卓首难，荡覆京畿；曹操阶祸，窃执天衡，皇后太子，鸩杀见害，剥乱天下，残毁民物。久令陛下蒙尘忧厄，幽处虚邑。人神无主，遏绝王命，厌昧皇极，欲盗神器。左将军领司隶校尉豫、荆、益三州牧宜城亭侯备，受朝爵秩，念在输力，以殉国难。睹其机兆，赫然愤发，与车骑将军董承同谋诛操，将安国家，克宁旧都。会承机事不密，令操游魂得遂长恶，残泯海内。臣等每惧王室大有阎乐之祸，小有定安之变，夙夜惴惴，战栗累息。昔在《虞书》，敦序九族，周监二代，封建同姓，《诗》著其义，历载长久。汉兴之初，割裂疆土，尊王子弟，是以卒折诸吕之难，而成太宗之基。臣等以备肺腑枝叶，宗子藩翰，心存国家，念在弭乱。自操破于汉中，海内英雄望风蚁附，而爵号不显，九锡未加，非所以镇卫社稷，光昭万世也。奉辞在外，礼命断绝。昔河西太守梁统等值汉中兴，限于山河，位同权均，不能相率，咸推窦融以为元帅，卒立效绩，摧破隗嚣。今社稷之难，急于陇、蜀，操外吞天下，内残群寮，朝廷有萧墙之危，而御侮未建，可为寒心。臣等辄依旧典，封备汉中王，拜大司马，董齐六军，纠合同盟，扫灭凶逆。以汉中、巴、蜀、广汉、犍为为国，所署置依汉初诸侯王故典。夫权宜之制，苟利社稷，专之可也。然后功成事立，臣等退伏矫罪，虽死无恨。”遂于沔阳设坛场，陈兵列众，群臣陪位，读奏讫，御王冠于先主。

先主上言汉帝曰：“臣以具臣之才，荷上将之任，董督三军，奉辞于外，不得扫除寇难，靖匡王室，久使陛下圣教陵迟，六合之内，否而未泰，惟忧反侧，疢如疾首。曩者董卓造为乱阶，自是之后，群凶纵横，残剥海内。赖陛下圣德威灵，人（臣）〔神〕同应，或忠义奋讨，或上天降罚，暴逆并殪，以渐冰消。惟独曹操，久未枭除，侵擅国权，恣心极乱。臣昔与车骑将军董承图谋讨操，机事不密，承见陷害，臣播越失据，忠义不果。遂得使操穷凶极逆，主后戮杀，皇子鸩害。虽纠合同盟，念在奋力，懦弱不武，历年未效。常恐殒没，孤负国恩，寤寐永叹，夕惕若厉。今臣群寮以为在昔《虞书》敦叙九族，庶明励翼，五帝损益，此道不废。周监二代，并建诸姬，实赖晋、郑夹辅之福。高祖龙兴，尊王子弟，大启九国，卒斩诸吕，以安大宗。今操恶直丑正，实繁有徒，包藏祸心，篡盗已显。既宗室微弱，帝族无位，斟酌古式，依假权宜，上臣大司马汉中王。臣伏自三省，受国厚恩，荷任一方，陈力未效，所获已过，不宜复忝高位以重罪谤。群寮见逼，迫臣以义。臣退惟寇贼不枭，国难未已，宗庙倾危，社稷将坠，成臣忧责碎首之负。若应权通变，以宁靖圣朝，虽赴水火，所不得辞，敢虑常宜，以防后悔。辄顺众议，拜受印玺，以崇国威。仰惟爵号，位高宠厚，俯思报效，忧深责重，惊怖累息，如临于谷。尽力输诚，奖厉六师，率齐群义，应天顺时，扑讨凶逆，以宁社稷，以报万分。谨拜章因驿上还所假左将军、宜城亭侯印绶。”
108. ↑  《三国志·蜀书六·关羽传》：二十四年，先主为汉中王，拜羽为前将军，假节钺。
109. ↑  《华阳国志·卷六·刘先主志》：群下上先主为汉中王、大司马。以许靖为太傅，法正为尚书令，零陵赖恭为太常，南阳黄柱为光禄勋，王谋为少府，武陵廖立为侍中，关羽为前将军，张飞为右将军，马超为左将军，皆假节钺。又以黄忠为后将军，赵云翊军将军。其余各进官号。
110. ↑  《华阳国志·卷六·刘先主志》：又以黄忠为后将军… … 军师诸葛亮曰：“黄忠名望，本非关、张、马超之伦也。今张、马在近，亲见其功，犹可喻指；关遥闻之，恐必不悦。”先主曰：“吾自解之。”时关羽自江陵围曹仁于樊城，遣前部司马犍为费诗拜假节。羽怒曰：“大丈夫终不与老兵同列！”不肯受拜。诗谓曰：“昔萧、曹与高祖幼旧，陈、韩亡命后至，论其班爵，韩最居上，未闻萧、曹以此为怨。今王以一时之功隆崇于汉升，意之轻重宁当与君侯齐乎？王与君侯譬犹一体，祸福同之。愚谓君侯不宜计官号之高下，爵禄之多少也。”羽即受拜。
111. ↑  《资治通鉴》：备还治成都，以许靖为太傅，法正为尚书令，关羽为前将军，张飞为右将军，马超为左将军，黄忠为后将军，馀皆进位有差。遣益州前部司马犍为费诗即授关羽印授，羽闻黄忠位与己并，怒曰：“大丈夫终不与老兵同列！”不肯受拜。诗谓羽曰：“夫立王业者，所用非一。昔萧、曹与高祖少小亲旧，而陈、韩亡命后至；论其班列，韩最居上，未闻萧、曹以此为怨。今汉中王以一时之功隆崇汉室；然意之轻重，宁当与君侯齐乎！且王与君侯譬犹一体，同休等戚，祸福共之。愚谓君侯不宜计官号之高下、爵禄之多少为意也。仆一介之使，衔命之人，君侯不受拜，如是便还，但相为惜此举动，恐有后悔耳。”羽大感悟，遽即受拜。
112. ↑  《资治通鉴》：已而关羽果使南郡太守糜芳守江陵，将军傅士仁守公安，羽自率众攻曹仁于樊。
113. ↑  《三国志·蜀书六·关羽传》：是岁，羽率众攻曹仁于樊。曹公遣于禁助仁。
114. ↑  《资治通鉴》：仁使左将军于禁、立义将军庞德等屯樊北。
115. ↑  《三国志·蜀书六·关羽传》：秋，大霖雨，汉水泛溢，禁所督七军皆没。
116. ↑  《资治通鉴》：八月，大霖雨，汉水溢，平地数丈，于禁等七军皆没。禁与诸将登高避水，羽乘大船就攻之，禁等穷迫，遂降。
117. ↑  《三国志·蜀书六·关羽传》：禁降羽，羽又斩将军庞德。
118. ↑  《华阳国志·卷六·刘先主志》：魏王遣左将军于禁督七军三万人救樊，汉水暴长，皆为羽所获。又杀魏将庞德，威震华夏。魏王议徙许都以避其锐。
119. ↑  《资治通鉴》：庞德在堤上，被甲持弓，箭不虚发，自平旦力战，至日过中，羽攻益急；矢尽，短兵接，德战益怒，气愈壮，而水浸盛，吏士尽降。德乘小船欲还仁营，水盛船覆，失弓矢，独抱船覆水中，为羽所得，立而不跪。羽谓曰：“卿兄在汉中，我欲以卿为将，不早降何为！”德骂羽曰：“竖子，何谓降也！魏王带甲百万，威振天下。汝刘备庸才耳，岂能敌邪！我宁为国家鬼，不为贼将也！”羽杀之。
120. ↑  《资治通鉴》：羽急攻樊城，城得水，往往崩坏，众皆恟惧。或谓曹仁曰：“今日之危，非力所支，可及羽围未合，乘轻船夜走。”汝南太守满庞曰：“山水速疾，冀其不久。闻羽遣别将已在郏下，自许以南，百姓扰扰，羽所以不敢遂进者，恐吾军掎其后耳。今若遁去，洪河以南，非复国家有也，君宜待之。”仁曰：“善！”乃沉白马与军人盟誓，同心固守。城中人马才数千人，城不没者数板。羽乘船临城，立围数重，外内断绝。羽又遣别将围将军吕常于襄阳。
121. ↑  《三国志·吴书九·吕蒙传》：魏使于禁救樊，羽尽禽禁等，人马数万，托以粮乏，擅取湘关米。
122. ↑  《资治通鉴》：荆州刺史胡修、南乡太守傅方皆降于羽。
123. ↑  《三國志·蜀書·關羽傳》：二十四年，先主為漢中王，拜羽為前將軍，假節鉞。是歲，羽率眾攻曹仁於樊。曹公遣于禁助仁。秋，大霖雨，漢水汎溢，禁所督七軍皆沒。禁降羽，羽又斬將軍龐德。梁、郟、陸渾群盜或遙受羽印號，為之支黨，羽威震華夏。
124. ↑  《资治通鉴》：陆浑民孙狼等作乱，杀县主簿，南附关羽。羽授狼印，给兵，还为寇贼，自许以南，往往遥应羽，羽威震华夏。
125. ↑  《三国志·蜀书十·刘封传》：自关羽围樊城、襄阳，连呼封、达，令发兵自助。封、达辞以山郡初附，未可动摇，不承羽命。
126. ↑  《三国志·吴书九·吕蒙传》：后羽讨樊，留兵将备公安、南郡。蒙上疏曰：“羽讨樊而多留备兵，必恐蒙图其后故也。蒙常有病，乞分士众还建业，以治疾为名。羽闻之，必撤备兵，尽赴襄阳。大军浮江，昼夜驰上，袭其空虚，则南郡可下，而羽可禽也。”遂称病笃，权乃露檄召蒙还，阴与图计。
127. ↑  《三国志·吴书九·吕蒙传》：羽果信之，稍撤兵以赴樊。
128. ↑  《三国志·蜀书二》：时关羽攻曹公将曹仁，禽于禁于樊。俄而孙权袭杀羽，取荆州。
129. ↑  《华阳国志·卷六·刘先主志》：孙权袭江陵，将军傅士仁、南郡太守麋芳降吴。羽久不拔城，魏右将军徐晃救樊，羽退还，遂为孙权所杀。吴尽取荆州，以刘璋为益州牧，住姊归。
130. ↑  《三国志·吴书九·吕蒙传》：魏使于禁救樊，羽尽禽禁等，人马数万，托以粮乏，擅取湘关米。权闻之，遂行，先遣蒙在前。蒙至寻阳，尽伏其精兵𦩷𦪇中，使白衣摇橹，作商贾人服，昼夜兼行，至羽所置江边屯候，尽收缚之，是故羽不闻知。
131. ↑  《魏书·武帝纪》载：“冬十月，军还洛阳。孙权遣使上书，以讨关羽自效。”《吴书·吴主传》载：“权内惮羽，外欲以为己功。笺与曹公，乞以讨羽自效。”
132. ↑  《三国志·吴书九·吕蒙传》：遂到南郡，士仁、麋芳皆降。
133. ↑  《三国志·吴书九·吕蒙传》：蒙入据城，尽得羽及将士家属，皆抚慰，约令军中不得干历人家，有所求取。蒙麾下士，是汝南人，取民家一笠，以覆官铠，官铠虽公，蒙犹以为犯军令，不可以乡里故而废法，遂垂涕斩之。于是军中震栗，道不拾遗。蒙旦暮使亲近存恤耆老，问所不足，疾病者给医药，饥寒者赐衣粮。羽府藏财宝，皆封闭以待权至。羽还，在道路，数使人与蒙相闻，蒙辄厚遇其使，周游城中，家家致问，或手书示信。羽人还，私相参讯，咸知家门无恙，见待过于平时，故羽吏士无斗心。
134. ↑  《s:水經注/32》：漳水出臨沮縣東荊山。漳水東南流，又屈西南，逕編縣南，縣舊城之東北百四十里也。西南高陽城，移治許茂故城。城南臨漳水，又南歷臨沮縣之章鄉南，昔關羽保麥城，詐降而遁，潘璋斬之於此。漳水又南逕當陽縣，又南逕麥城東。
135. ↑  s:三國志/卷36#關羽傳 裴注
136. ↑  《南齊書·卷三十·列傳第十一·薛淵戴僧靜桓康尹略焦度曹虎》:卿進無陳平歸漢之智，退闕關羽殉節之忠
137. ↑  田福生著，〈关羽陵墓知多少〉，《关羽传》第十六章第十节，中国文史出版社，2007年，ISBN 978-7-5034-2022-1
138. ↑  《吴历》：“权送羽首于曹公，以诸侯礼葬其尸骸。”
139. ↑  解州关帝祖庙简况，以“身卧当阳、头枕洛阳、魂归故乡、位尊帝王”为主线诠释关羽的悲壮人生。历代帝王庙 的存檔，存档日期2012-05-05.
140. ↑  朱大渭、梁滿倉. . 台北市: 麥田出版. 2009 [2007].
141. ↑  卢弼，《三国志集解·卷三十六·蜀书六·关张马黄赵传第六》下考证：程敏政曰：先主时惟法正见谥，后主时诸葛功德盖世，蒋琬、费祎亦见谥，至是关羽、张飞、马超、庞统、黄忠、赵云皆得追谥，时论以为荣。按缪、穆古通用，若秦穆、鲁穆在《孟子》，汉穆生、晋穆彤在史，皆为“缪”。宋岳飞谥武穆，意与此同。今乃以为恶谥，如《谥法》“武功不成曰缪”，蔡邕《独断》“名实过爽曰缪”，岂理也哉！若果为恶谥，则史不应云追谥之典，时论以为荣矣。考《谥法》“布德执意曰穆，中情见貌曰穆”。《礼记·大传》“以序昭穆”，古本“穆”作“缪”。《左传》“穆”多作“缪”。是“穆”、“缪”古今皆通。梁章钜曰：壮繆并非美谥，不知当时何以取此。今殿本改为“忠义”，传末刊载乾隆谕旨云云。弼按：程说极允，梁说非是。后代易谥，原无不可，更易本传，则不可也。
142. ↑  《三国志》卷36引《蜀记》：初，刘备在许，与曹公共猎。猎中，众散，羽劝备杀公，备不从。
143. ↑  《三國志/卷03·魏書三·明帝紀》引《魏氏春秋》：「朗父名宜祿，為呂布使詣袁術，術妻以漢宗室女，其前妻杜氏留下邳。布之被圍，關羽屢請於太祖，求以杜氏為妻，太祖疑其有色。及城陷，太祖見之，乃自納之。」
144. ↑  《三國志/卷36·蜀書六·關羽傳》引《蜀記》：「曹公與劉備圍呂布於下邳，關羽啟公，布使秦宜祿行求救，乞娶其妻，公許之。臨破，又屢啟於公。公疑其有異色，先遣迎看，因自留之，羽心不自安。此與魏氏春秋所說無異也。」
145. ↑  《三國志·呂蒙傳·江表傳註》：「斯人長而好學，讀左傳略皆上口，梗亮有雄氣，然性頗自負，好陵人。」《三國志·關羽傳·江表傳註》：「羽好左氏傳，諷誦略皆上口。」
146. ↑  《水經註· 江水二》：江陵縣（中略）……舊城，關羽所築。羽北圍曹仁，呂蒙襲而據之。羽曰：此城吾所築，不可攻也。乃引而退。
147. ↑  《三国志·关羽传》：先是权遣使为子索羽女，羽骂辱其使，不许婚，权大怒。
148. ↑  （日語）三国遗址探访·关三小姐墓 （页面存档备份，存于）
149. ↑  《新唐书·宰相世系表》：关氏出自商大夫关龙逢之后。蜀前将军汉寿亭侯羽，生侍中兴，其后世居信都。裔孙播，相德宗。
150. ↑  《新唐書·宰相世系表》：關氏出自商大夫關龍逢之后。蜀前將軍漢壽亭侯羽，生侍中興，其後世居信都。裔孫播，相德宗。
151. ↑  《世宗憲皇帝實錄》 卷一百十九 雍正十年七月六日
152. ↑  《資治通鑑: 漢紀五十三至晉紀十二》
153. ↑  《資治通鑒·卷六十六》
154. ↑  上戒之（常遇春）曰：‘克敌在勇，全胜在谋。昔，关羽号万人敌，为吕蒙所破，为无谋也，尔宜深戒之。’
155. ↑  何兹全. . 北京师范大学出版社. 1994-10: 99. ISBN 9787303033300.
156. ↑  王仲荦. . 上海人民出版社. 2020-8. ISBN 9787208164833.
157. ↑  「中國歷史文化上的關羽」學術研討會論文集。武將群中獨一人－關羽人神辨析。 的存檔，存档日期2007-02-03.
158. ↑  柏杨. . 人民文学出版社. 2020-1-1. ISBN 9787020130108.
159. ↑  李定一. . 重庆出版社. 2019-6. ISBN 9787229134105.
160. ↑  宋杰. . 中华书局. 2023-2. ISBN 9787101159226.
161. ↑  华杉. . 江苏文艺出版社. 2015-4. ISBN 9787539978536.
162. ↑  《三国志·蜀书·关张马黄赵传》：“羽年长数岁，飞兄事之”。
163. ↑  . 星岛环球网. 2006-08-18  [2010-03-27]. （原始内容存档于2010-01-17）.
164. ↑  汗青(本名葉軍)。《史說新語》。北京：中國友誼出版公司，2004年：41-46。
165. 1 2  .   [2016-12-09]. （原始内容存档于2018-06-15）.
166. ↑  见田福生著《关羽传》（中国文史出版社 2007年出版 ISBN 978-7-5034-2022-1）第二章 关羽的家教及青少年时期 第四节 关羽出身 生辰之辨。
167. ↑  . 澎湃新闻. 2022-07-22  [2022-12-28]. （原始内容存档于2023-01-19）.
168. ↑  . 解州关帝庙. 2022-07-23  [2022-12-28]. （原始内容存档于2022-12-28）.
169. ↑  演义第十九回《下邳城曹操鏖兵，白門樓呂布殞命》中，“忽又闪出一彪军拦住去路，为首一将，立马横刀，大喝：‘吕布休走！关云长在此！’吕布慌忙接战。（嘉靖本第三十七回《呂布敗走下邳城》為呂布人困馬乏，又一彪軍攔住路，乃大刀關雲長也，立馬橫刀，大叫：「休走！」呂布自與交戰。）”、“關，張二人攔住去路（嘉靖本第三十八回《白門曹操斬呂布》為雲長攔住去路，並戰不十合，布斜刺便走。），大叫：‘休走！’布無心戀戰，只顧奪路而行。”，可以看到關羽攔下呂布後，還是有和呂布交戰一會的，关羽是丝毫不惧怕吕布，敢于单挑并且还和吕布打了十个回合左右；而且关羽是作者罗贯中唯一用【武艺绝伦】四字来形容的人物。
170. ↑  演义第二十八回《斬蔡陽兄弟釋疑 會古城主臣聚義》中描述關公望見張飛到來，喜不自勝；付刀與周倉接了，拍馬來迎。只見張飛圓睜環眼，倒豎虎鬚，吼聲如雷，揮矛向關公便搠。關公大驚，連忙閃過，便叫：「賢弟何故如此？豈忘了桃園結義耶？」飛喝曰：「你既無義，有何面目來與我相見！」關公曰：「我如何無義？」飛曰：「你背了兄長，降了曹操，封侯賜爵。今又來賺我！我今與你併個死活！」（嘉靖本第五十五回《雲長擂鼓斬蔡陽》為張飛睜圓環眼，倒豎虎鬚，聲若雷吼，揮矛望雲長便刺。雲長大驚，慌閃過槍，便叫：「兄弟如何忘了桃園結義？」飛喝曰：「你既無義，有何面目來與我相見！」雲長曰：「我如何無義？」飛曰：「你既順了曹操，封為壽亭侯，自享富貴。今又來賺我！我兩個拼個你死我活！」）”
171. ↑  演义第四十五回《三江口曹操折兵　群英會蔣幹中計》中描述周瑜與玄德飲宴，酒行數巡，瑜起身把盞，猛見雲長按劍立於玄德背後，忙問何人？玄德曰：「吾弟關雲長也。」瑜驚曰：「非向日斬顏良、文醜者乎？」玄德曰：「然也。」瑜大驚，汗流浹背，便斟酒與雲長把盞。（嘉靖本第八十九回《周瑜三江戰曹操》為周瑜起身把盞，猛見雲長在背後，忙問曰：「此何人也？」玄德曰：「乃吾弟關雲長也。」瑜曰：「莫非向日斬顏良、文醜者乎？」玄德曰：「是也。」周瑜汗流滿臂，就把白盞與盞。）”
172. 1 2  苏宗仁. . 中国京剧 (北京市: 文化和旅游部人才中心). 2006, (2006年): 18－19  [2021-02-08]. ISSN 1004-3837. （原始内容存档于2022-03-10） （简体中文）.
173. ↑  《重修玉泉寺关庙记》：智𫖮禅师者至自天台，宴坐乔木之下，夜分忽与神遇，云：“愿舍此地为僧房。请师出山，以观其用。”指期之夕，万壑震动，风号雷虩。前劈巨岭，后堙澄潭，良材丛仆，周匝其上；轮奂之用，则无乏焉。惟将军当三国之时，负万人之敌，孟德且避其锐，孔明谓之绝伦。其于徇义感恩，死生一致，斩良擒禁，此其效也。呜呼！生为英贤，殁为神明，精灵所托，此山之下。邦之兴废，岁之丰荒，于是乎异。
174. ↑  《清高宗純皇帝實錄 （页面存档备份，存于）》卷之八百六 乾隆三十三年三月一日
175. ↑  《清仁宗睿皇帝實錄 （页面存档备份，存于）》卷之二百八十二 嘉慶十九年正月四日
176. ↑  《清宣宗成皇帝實錄 （页面存档备份，存于）》卷之一百三十二 道光八年正月二十三日
177. 1 2  光緒版《欽定大清會典事例》卷四百三十八 禮部一百四十九 中祀 祭關帝聖君廟
178. ↑  《清文宗顯皇帝實錄 （页面存档备份，存于）》卷之九十七 咸豐三年六月十八日
179. ↑  《清文宗顯皇帝實錄 （页面存档备份，存于）》卷之一百十 咸豐三年十月二十三日
180. ↑  《清文宗顯皇帝實錄 （页面存档备份，存于）》卷之一百七十一 咸豐五年七月六日
181. ↑  《清文宗顯皇帝實錄 （页面存档备份，存于）》卷之一百九十二 咸豐六年三月八日
182. ↑  《清文宗顯皇帝實錄 （页面存档备份，存于）》卷之二百三十七 咸豐七年十月一日
183. ↑  《清穆宗毅皇帝實錄 （页面存档备份，存于）》卷之二百七十九 同治九年三月十八日
184. ↑  《清德宗景皇帝實錄 （页面存档备份，存于）》卷之一百二 光緒五年十月二十九日
185. ↑  郝經《陵川集》
186. ↑  《萬曆明會典.卷九十三》
187. ↑  《萬曆野獲編》
188. ↑  朝鮮《宣祖大王實錄》
189. ↑  Reviving the Tsurphu Protector Practice of Sangharāma, and Supplicating Amitabha, https://kagyuoffice.org/karmapa-revives-the-tsurphu-protector-practice-of-sangharama/ （页面存档备份，存于）

## 資料来源
- 陳壽 著，裴松之 注：《三國志》
- 大塚秀高：〈关羽和刘渊－－关羽形象的形成过程 （页面存档备份，存于）〉。
- 田海：〈關羽信仰興盛與道教的關係 （页面存档备份，存于）〉。
- 朱海滨：〈国家武神关羽明初兴起考——从姜子牙到关羽 （页面存档备份，存于）〉。
- 伊藤晋太郎：〈关于“关羽文献”中的关羽书信 （页面存档备份，存于）〉。
- 容世誠：〈關公戲的驅邪意義 （页面存档备份，存于）〉

## 延伸阅读
[在维基数据编辑]
 《欽定古今圖書集成·博物彙編·神異典·關聖帝君部》，出自陈梦雷《古今圖書集成》
 《三國志·卷36》，出自陳壽《三國志》
 在维基共享资源阅览影像、分类
| 蜀汉五虎將                          |
| ----------------------------------- |
| 关羽 \| 张飞 \| 马超 \| 黄忠\| 赵云 |